# 団十郎朝顔
1. 黄蝉葉の団十郎朝顔
2. 青斑入蝉葉覆輪の団十郎朝顔
3. その他団十郎と呼ばれている朝顔

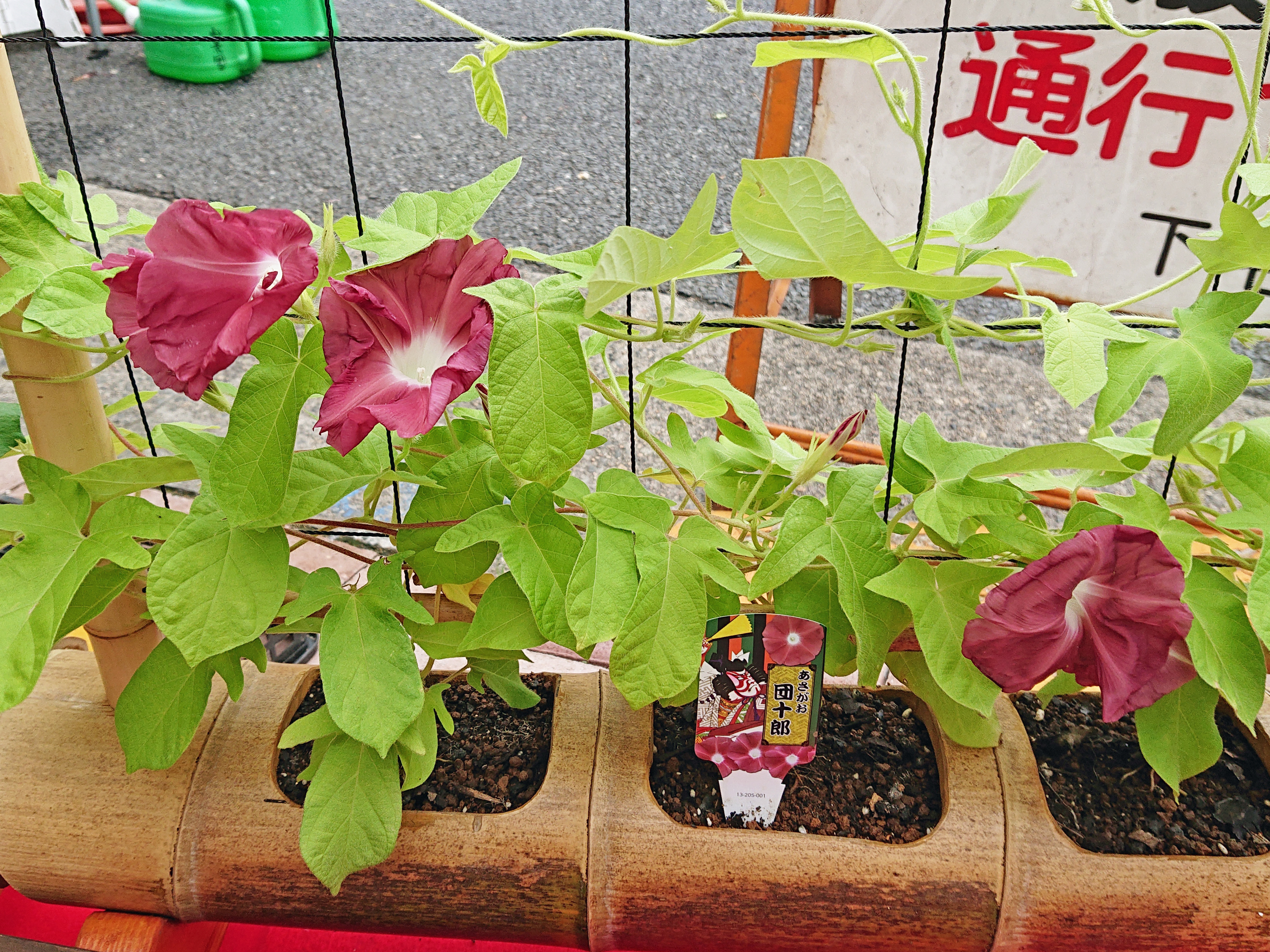
2023年、東京都台東区の入谷朝顔まつりで団十郎朝顔として展示されている朝顔。

団十郎朝顔（だんじゅうろうあさがお）は、柿色（もしくは茶・焦茶・柿茶・栗皮茶など茶系統の色）の花を咲かせるアサガオに付けられる品種名である。

## 概要
一般に言われるように、江戸時代に作出された物ではなく、明治時代に初めて作出された。それ以降、花が覆輪か無地かの違い、葉の模様や形、色の違いにかかわらず茶系統の花色の朝顔に「団十郎」という名前が付けられており、「団十郎」は特定の品種を指すわけではない。2021年現在いくつかの品種に「団十郎」と名付けられているが、それらは明治時代の「団十郎」とは無関係である。
朝顔の名所であった入谷で明治時代に売り出されたのが最初である。明治初期、入谷の植木屋成田屋留次郎が、柿色丸咲きの朝顔を自らの屋号より「成田屋」と名付け販売しており、当時劇壇の明星であった九代目市川團十郎の三升の紋が柿色に染め出されている事により、「成田屋」と呼ばれた朝顔が「団十郎」と呼ばれるようになった。また市川團十郎が歌舞伎十八番「暫」に用いる素袍の色が柿色であり、その色と同じ事から名付けられたともされる。他に柿色へ三升の線を取った朝顔が出来て、それを三升の朝顔、または団十郎朝顔と宣伝して人気を博したとする記述もある。九代目市川團十郎の名声と共に一世を風靡したが、九代目市川團十郎の死（明治36、1903年）と大正初期に入谷名物の朝顔が消滅したことにより、明治期の団十郎朝顔は廃れた。
黄蝉葉の「団十郎」（黄蝉葉栗皮茶丸咲大輪）は、明治末に名古屋で作出され、大正中頃に「名古屋種」として全国に広がった黄蝉葉種の品種の一つ「花王」系の変化で、戦前に吉田柳吉が選出し、戦時中は京都半日会の伊藤穣士郎が保存維持してきた品種である。明治初期に入谷で売り出された「団十郎」とは、作出場所や作出時期、明治期の入谷で蝉葉の品種が栽培されていなかったという文献の記述からして無関係であり、また黄蝉葉の「団十郎」が「花王」より古い品種であることはあり得ないため、その作出時期はどんなに古くとも大正時代以前には遡らない。
一般的に以下のような説が広まっているが事実ではない。
- 団十郎朝顔の名は二代目市川團十郎が暫で用いた装束（法被）の色である海老茶色にちなんでつけられ、江戸時代に団十郎の茶色として一世を風靡した[11][20][21][22]。もしくは江戸の昔から栽培が盛んに行われていた[23][24]
- 種子の確保が容易ではないことから、生産量が激減し戦後途絶えた。そのため「幻の朝顔」と呼ばれた[25]。
- 巷では茶色の朝顔を「団十郎」と呼んでいるが、本来は「団十郎」は特定の品種を指している[26][27]。
- 黄蝉葉・斑なしの葉で濃茶色の無地の日輪抜けの特徴を持つ「黄蝉葉栗皮茶丸咲大輪」の品種が「本物」で、その他の「団十郎」と呼ばれる品種、特に覆輪の品種は「偽物」「団十郎もどき」である[27][28][29]。

これらは以下の点からして事実と異なっている。
- 「二代目市川團十郎が名の由来」というのは文献の誤読であり、また「暫」の装束は「素襖（素袍）」であり、「法被」ではない。その色は「海老茶色」ではなく通常「柿色」と呼ばれる。そもそも二代目市川團十郎の活躍した時代に柿色の朝顔が存在しない。
- 「団十郎の茶色として一世を風靡した」というのは「団十郎茶」という色が流行した事を「団十郎」という名の朝顔が流行したと誤って解釈している。「団十郎茶」という色の流行も二代目市川團十郎の時代ではなく、八代目市川團十郎の時代、弘化から嘉永にかけてである。（繰り返しになるが、「団十郎茶」という色が流行したという事で、弘化から嘉永にかけて「団十郎」という朝顔が流行したという意味ではない。）
- 江戸時代の図譜に「団十郎」という品種が収載されておらず、「団十郎」と呼ばれる朝顔が生まれたのは明治時代である。また蝉葉の大輪朝顔は明治末期から大正時代にかけて作出されたものであり、黄蝉葉の「団十郎」が江戸時代からの品種ということがありえない。黄蝉葉の「団十郎」が作出された時期はどんなに古くとも大正時代以前には遡らない。
- 「幻の朝顔」とする根拠である「種子の確保が容易ではないことから、生産量が激減し戦後途絶えた」という事を裏付ける文献が存在しない。
- 「団十郎」の名は歴史上多くの朝顔に付けられ、特定の品種を指す物ではなく、また明治時代の「団十郎」が覆輪や斑入り葉であることを記述している事が多く、黄蝉葉・斑なしの葉で濃茶色の無地の日輪抜けの特徴を持つ物が「本物」でそれ以外は「偽物」という説と矛盾する。

以上の詳しい根拠は#一般に流布する通説についてで解説する。

## 歴史

### 団十郎朝顔誕生以前の朝顔の歴史（江戸時代まで）

#### 朝顔の起源
アサガオ(朝顔 学名:Ipomoea nil) は世界の熱帯、亜熱帯に広く分布している。日本のアサガオの起源はネパールを含む熱帯アジアか、東南アジア地域では無いかと考えられてきたが、ブラジルやアフリカの系統もあり、これらがどういう関係にあるかは不明である。アサガオ研究者の米田芳秋は「新大陸のどこかで生まれた可能性が高い」としている。本稿は種としてのアサガオではなく一園芸品種の「団十郎」についての記事なので、以後基本的には「朝顔」と漢字で表記し、また朝顔の品種を指すときは「団十郎」、歌舞伎役者を指すときは「團十郎」、江戸時代以前の大阪に言及する場合は「大坂」と表記し、旧字旧かなの文章を引用する場合、新字や現代仮名遣いに改めずそのまま引用した。ただし変体仮名は現行の字体に改めた。

#### 奈良時代から安土桃山時代
朝顔は奈良時代に中国から日本へ薬草として渡来したと考えられている。『古今和歌集』に収載されている矢田部名実の歌「打ちつけに濃しとや花の色を見むをくしらつゆの染むる許を」が今のところ朝顔渡来の最初の証拠である。その頃の朝顔は葉は緑で模様が無い並葉、丸咲の中輪、淡青色の花で種子は黒く、蔓性の単純な物であった。
その後平安時代から鎌倉時代にかけていくつかの絵画資料や文献に朝顔が登場する。その頃までは花色や葉型に変化は無かった。室町時代末か桃山期の作とされる愛知県一宮市の妙興寺の六曲一双の屏風『秋草図』には青色花と白色花が描かれ、白花が観賞されていた事を示している。安土桃山時代までは青と白色花の単純な変化しか無かった。

#### 江戸時代
江戸時代になり、世の中が平和になると各種の花卉園芸が発展していった。1692年（元禄5年）に狩野重賢の描いた『草木写生春秋乃巻』では濃青、赤、青、白色の花が描かれている。次いで形の変化が起こった。『花壇地錦集』（元禄8、1695年）、『草花絵前集』（元禄12、1699年）、『大和本草』（宝永6、1709年）、『和漢三才図会』（正徳2、1712年）は二葉朝顔（ちゃぼ朝顔、小牽牛花）の名前がある。これは木立の変異である。この頃から朝顔の形態的な突然変異が起こり始めてきた。従来、変化朝顔の第一次流行期は文化文政期と言われてきたが、享保8年（1723年）の三村森軒の自筆本『朝顔明鑑鈔』では、文化文政期以降の変化朝顔より変化の程度は低いが、種々の変化朝顔が記録されている。花色は青、白、紫系、紅系が記録されている。一般的に団十郎朝顔の名は二代目市川團十郎が暫で用いた装束の色の海老茶色にちなんでつけられ、江戸時代に団十郎の茶色として一世を風靡したとされるが、二代目市川團十郎が活躍した元禄から宝暦にかけての文献に団十郎朝顔の特徴である柿色の朝顔の記録は無い。柿色の朝顔が出現するのは文化文政期である。江戸時代を通じて団十郎朝顔は文献に登場せず、柿色の朝顔に「団十郎」と名付けられるのは明治以降である。

##### 文化文政期の流行

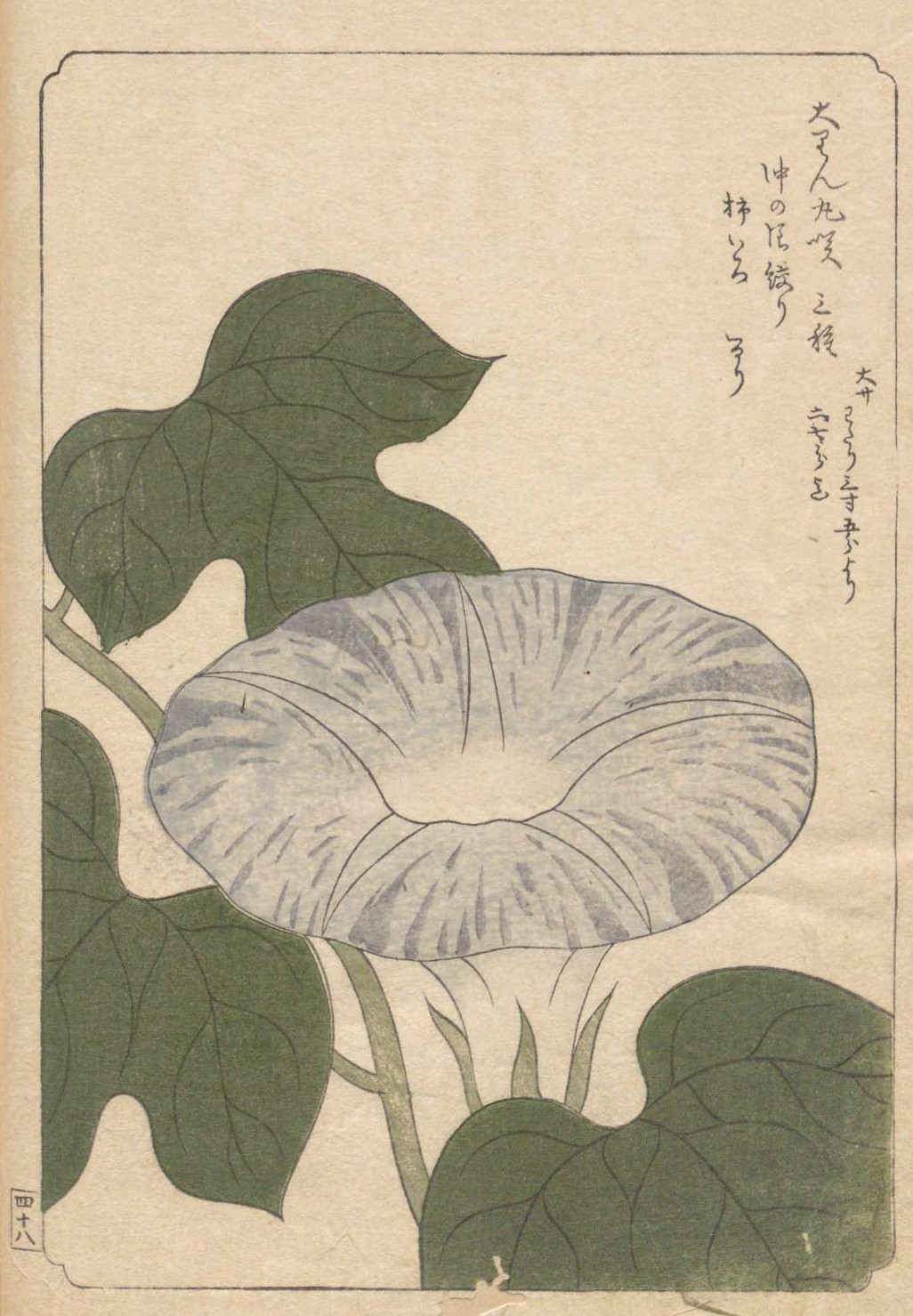
『あさかほ叢』（文化14、1817年）収載の柿色と瑠璃色の絞り咲き朝顔。この頃柿色の朝顔が出現した。

変化朝顔の本格的な流行は文化・文政期（1804 - 1830年）に始まったと言われる。米田は同時代の様々な文献を挙げ「江戸の変化朝顔の栽培は文化3年（1816年）頃から始まり、大坂に広まったとみてよいだろう」と述べている。江戸や大坂では、花合わせ（品評会）が始まり、大坂では『花壇朝顔通』（文化12、1815年）、『牽牛品類図考』（文化12、1815年）、『牽牛品』（文化14、1817年）、江戸では『あさかほ叢』（文化14、1817年）、『丁丑朝顔譜』（文化15、1818年）、『朝顔水鏡』（文政元、1818年）など朝顔専門の図譜が多数刊行されるようになった。この頃の変異としては、花色は赤系統と青系統は濃色から淡色まであり、茶系統や灰色系の花も現れ、また絞りや絣りの花も出現していた。『あさかほ叢』ではさらに、柿色、薄黄、極黄、黄絞りの花が見られる。葉色では、斑入り葉、黄葉、葉型では丸葉、芋葉、鍬形葉が現れた。葉と花に関連した変異では、渦、立田、笹、柳、南天、乱獅子、獅子、桐性など、花形では縮咲、石畳咲、竜胆咲、台咲、孔雀咲、八重咲きなど、他に茎の石化、種子も斑入り葉の褐色黒筋入りと茶色種子が出現した。この頃に団十郎朝顔の特長である柿色の変異が生まれた。

##### 嘉永安政期の流行

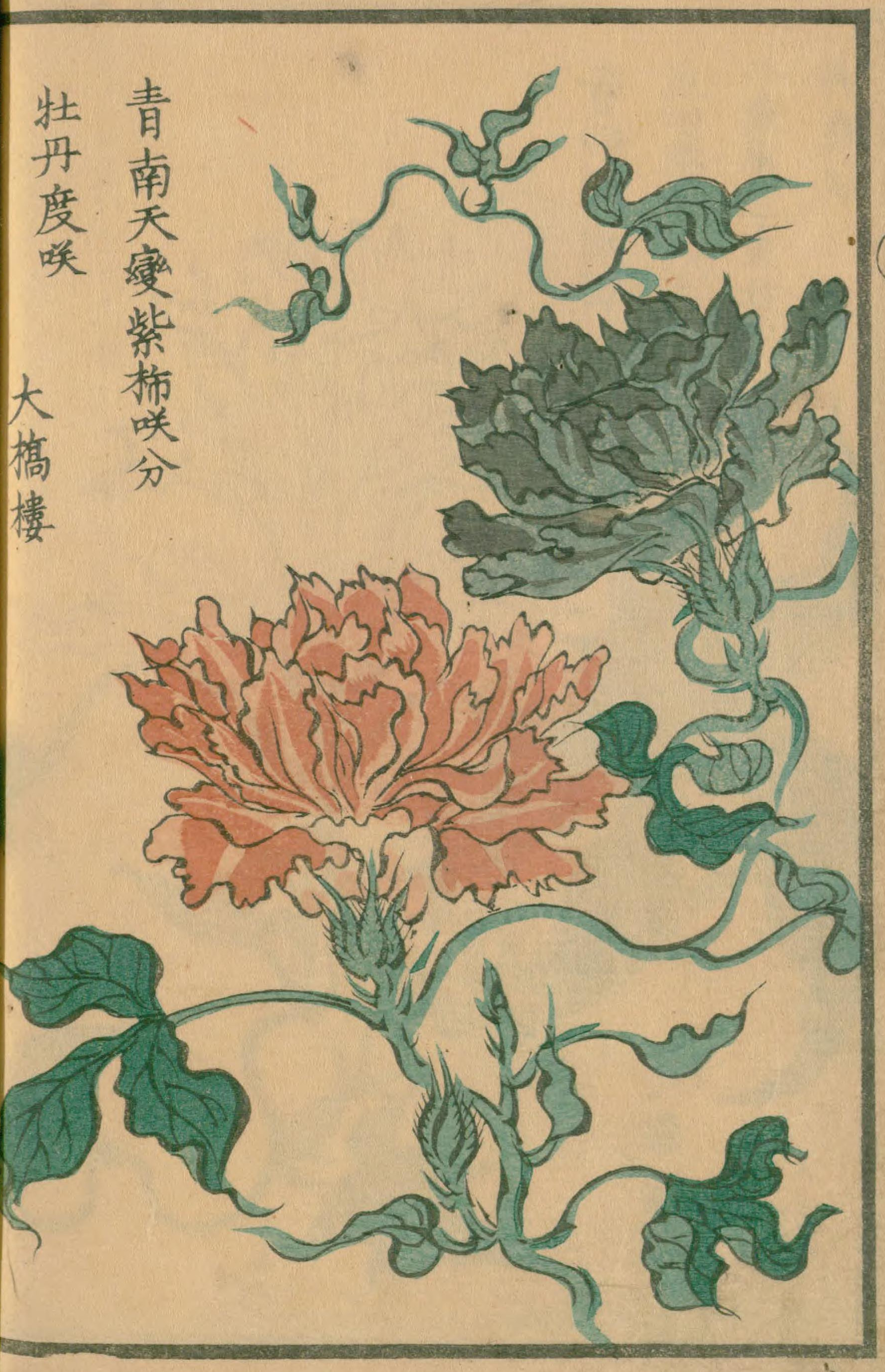
『三都一朝』（嘉永7、1854年）収載「青南天變紫柿咲分牡丹度咲」柿色と紫色の咲き分けの朝顔。江戸時代の朝顔図譜に柿色の朝顔は収載されているが、「団十郎」という名前の品種は出てこない。

文化・文政期における変化朝顔の流行は文政初期より次第に衰微していった。天保9年（1838年）刊行の『東都歳事記』には「多くは異様のものにして愛玩するに足らず、されば四五年の間にして、文政の始めより絶えしも宜なり」とある。朝顔への熱は冷め、多くの園芸愛好家の関心は子万年青や松葉蘭に移っていった。もしくは文政の末から天保にかけて江戸の火災、飢饉や大塩平八郎の乱、天保の改革による倹約令なども重なり朝顔の流行は下火になったとする文献もある。岡はその間も愛好家は表面を憚りながら栽培を継続していたのではないかとしている。嘉永・安政期（1848 - 1860年）になると再び変化朝顔のブームが再来した。この時代に出現した変異としては、洲浜、乱菊、燕、手長牡丹、茎別牡丹などがある。また八重咲や牡丹咲と各種の変異が組み合わされ、獅子牡丹、台咲牡丹、車咲牡丹、蓮花咲牡丹、采咲牡丹など複雑な変異が生まれた。この時代の流行の中心人物として、武家代表としては旗本であった鍋島直孝、町人代表としては植木屋の成田屋留次郎がいた。鍋島直孝は石高5000石の大身の旗本で、北町奉行、大番頭などを務めた。杏葉館と号し、江戸飯田町もちの木坂に邸宅を構えていた。趣味家としてパトロン的存在であり、朝顔図譜『朝かほ三十六花選』の刊行を助け、自らも変化朝顔や撫子の奇品の育成を楽しんだ。成田屋留次郎は本名を山崎留次郎と言い、江戸入谷の植木屋であった。彼は『三都一朝』（嘉永7、1854年）『両地秋』（安政2、1855年）、『都鄙秋興』（安政4、1857年）を刊行し、また花合わせ会を通じて江戸の変化朝顔の発展に活躍した。この成田屋留次郎が明治時代に「団十郎」と名付けられた朝顔を入谷で売り出した。

### 明治時代

#### 団十郎朝顔の誕生

三升紋

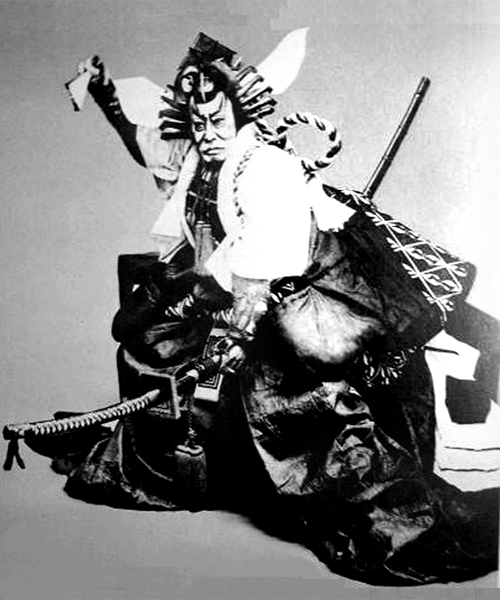
「暫」の鎌倉権五郎景政を演じる九代目市川團十郎

明治維新後の社会的混乱のため、朝顔栽培をはじめとする園芸全般は衰退した。社会の混乱が落ち着いた明治12、3年頃から入谷が再び朝顔の名所となり、そこで団十郎朝顔が生まれ一世を風靡した。日本画家でありまた本草学の研究家であった岡不崩は以下のように記している。

当時、成田屋留次郎が専売していた「成田屋」という柿色丸咲きの朝顔が最も名高かった。自らの屋号を冠した「成田屋」が当時劇壇の明星であった九代目市川團十郎の三升の紋が柿色に染め出されている事により、「団十郎」と呼ばれるようになった。この成田屋留次郎がどういう人物か、当時東京名物であった入谷の朝顔がどのような物であったかは#成田屋留次郎と入谷の朝顔で述べる。

#### 文献に現れる団十郎朝顔

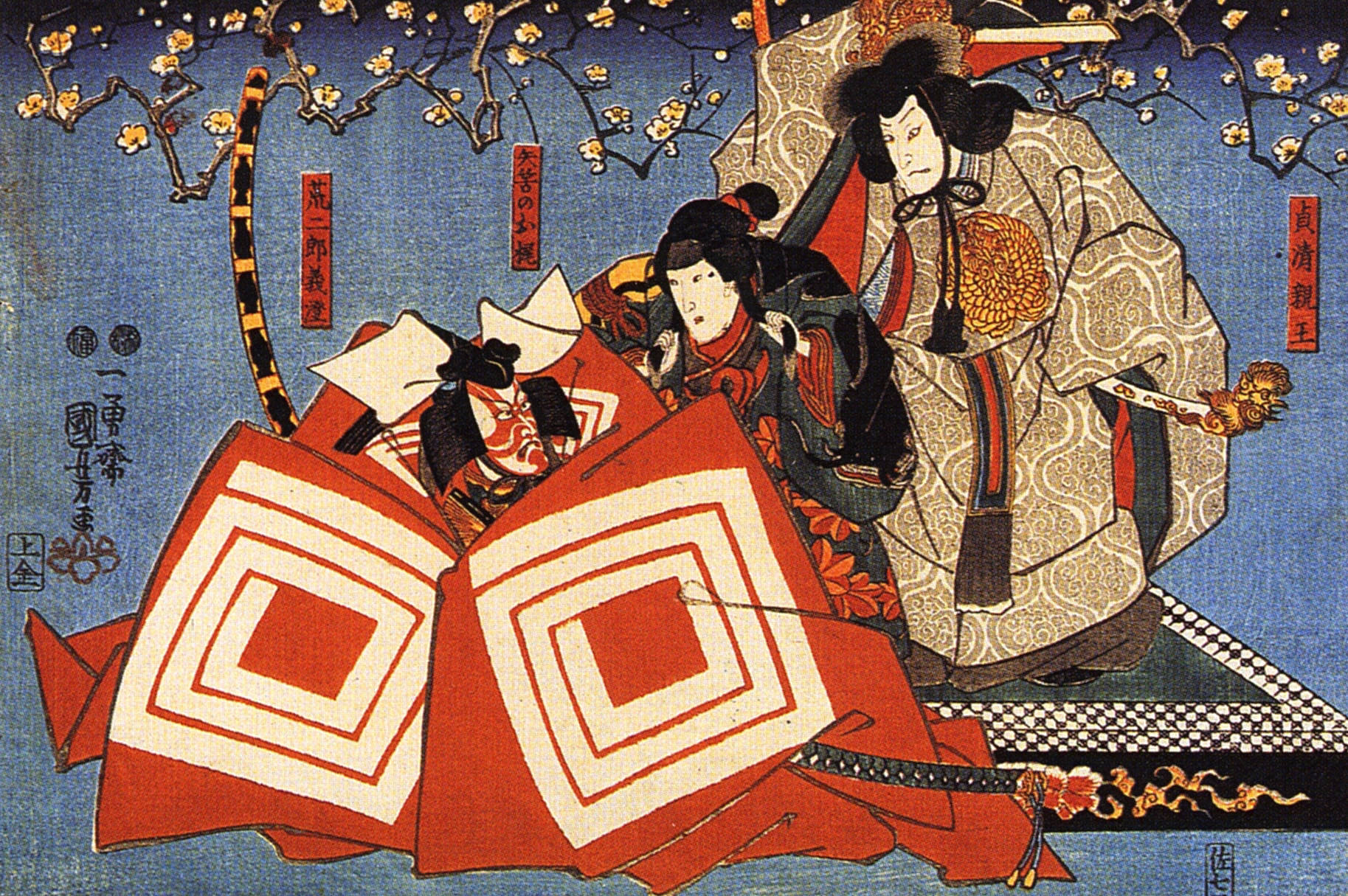
「暫」で用いられる柿色の素襖

以上の岡による記述は大正元年（1912年）のものである。確認できる団十郎朝顔に関する最も古い記述は明治24年（1891年）東京朝日新聞の記事である。入谷での団十郎朝顔の様子が「朝顔大名」という題で、狂言風に大名と太郎冠者の問答として書いた記事が掲載されている。

この記事では市川團十郎が歌舞伎十八番「暫」に用いる素袍の色が柿色であり、その色と同じ事から名付けられたとしている。明治27年（1894年）8月に発行された『朝顔銘鑑』（東京・百草園丸新 鈴木新次郎発行）には「常葉極大輪咲之部」内に「斑入葉極濃キ柿覆輪、一名團十郞」と記されている。また、明治33年（1900年）12月10日に発行された『朝顏畫報』第7号（宇治朝顏園発行）の「花名録」には丸咲きの部として「成田屋 黄州浜葉渋茶白覆輪大輪」と記されている。
他にも明治時代の団十郎朝顔について、いつくかの文献に記述がある。#団十郎朝顔の誕生の項に引用した岡の記述にもある入谷の重鎮であった横山茶來の息子、横山五郎が語った明治時代の入谷の朝顔についての思い出話を岩本熊吉が『実用花卉新品種の作り方』の中で記している。
演劇評論家の伊坂梅雪が、以下のように記している。
また、アメリカのジャーナリスト、エリザ・シドモアが「The Wonderful Morning-Glories of Japan（素晴らしい日本の朝顔）」という記事を『The Century Magazine』に寄稿しており、その中で団十郎色の朝顔について触れている。
俳人の正岡子規は明治25年（1892年）に入谷の近所である下谷区上根岸八十八番地に転居、明治27年（1894年）に同八十二番地に移り、以後没するまでここに住んだ（「子規庵」と呼ばれた）。子規のもとには赤木格堂、五百木良三、石井露月、河東碧梧桐、高浜虚子、坂本四方太、寒川鼠骨、内藤鳴雪、松瀬青々らが集い、「日本派」と呼ばれた。
子規は当時の入谷の朝顔についていくつか句を残している。
- 蕣の入谷豆腐の根岸哉 （明治26年）[90]
- 朝顏や入谷あたりの只の家 （明治27年）[91]
- 入谷から出る朝顏の車哉 （明治31年）[92]

団十郎朝顔について正岡子規、河東碧梧桐、高浜虚子が句に残している。
子規
- 朝霧や團十郞の二三輪 （明治30年）[93][94]
- 朝顏や團十郞の名を憎む （明治31年）[95]
- 咲て見れば團十郞でなかりけり （明治32年）[96]

碧梧桐
- 團十郞朝顏の名にいかめしき （明治31年）[97][98]

虚子
- 團十郞朝顏の名に殘りけり（明治41年）[99]

明治30年（1897年）、子規の郷里松山で柳原極堂により俳句雑誌『ほとゝぎす』が創刊された。明治31年（1898年）には子規が東京に移して主宰し高浜虚子が発行人となった。明治34年（1901年）誌名を『ホトトギス』に変更した。『ホトトギス』で活動していた俳人の村上鬼城、渡邊水巴も団十郎朝顔についての記述を残している。

#### 団十郎朝顔の終焉
九代目市川團十郎の名声と共に一世を風靡した団十郎朝顔であるが、九代目市川團十郎の死（明治36、1903年）と宅地化（都市化）による入谷の朝顔の衰退と消滅（大正2、1913年に「植松」が廃業し途絶えた）に伴い、団十郎朝顔は廃れ、次第に人々から忘れ去られていった。

#### 明治時代の団十郎朝顔の特徴
以上に挙げた文献に現れる明治時代の団十郎朝顔の特徴に共通するのは、丸咲きで柿色の花である事、覆輪である事である。無地の花であったとする文献は無い。朝顔研究家の渡辺好孝は「現在、朝顔愛好家が栽培している『団十郎』とは異なっているが、もしかすると茶系統で覆輪の花が『団十郎』なのかもしれない。」と述べている。葉は「斑入黄葉」「常葉斑入葉」「黄州浜葉」と様々である。渡辺は「葉形も、常葉、千鳥葉、州浜葉、恵比寿葉であろうと、また、今日の蝉葉でも、花色が似ているなら、葉型に関係なく『団十郎』と命名してもとくに問題ではなかった。」と述べている。シドモアは渋色や柿色の朝顔はすべて団十郎色と分類されるようになったとしている。このように特定の一品種だけを「団十郎」と呼んでいたわけでは無かった。団十郎朝顔の出現時期に付いては明治12、13（1879、1880）年頃とするのが最も早く、明治20年代頃とする物もある。確認できる同時代の資料として最も古いのは明治24年（1891年）の物であるから、この頃までに団十郎朝顔が出現していたことになる。また通説で言われるように、「団十郎」という名称が二代目市川團十郎にちなんで名付けられたとする文献は無く、九代目市川團十郎にちなんで名付けられた、また一世を風靡したとする文献が多い。なぜ通説で二代目市川團十郎にちなんだとされるのかは#一般に流布する通説についてで解説する。

#### 成田屋留次郎と入谷の朝顔

##### 成田屋留次郎

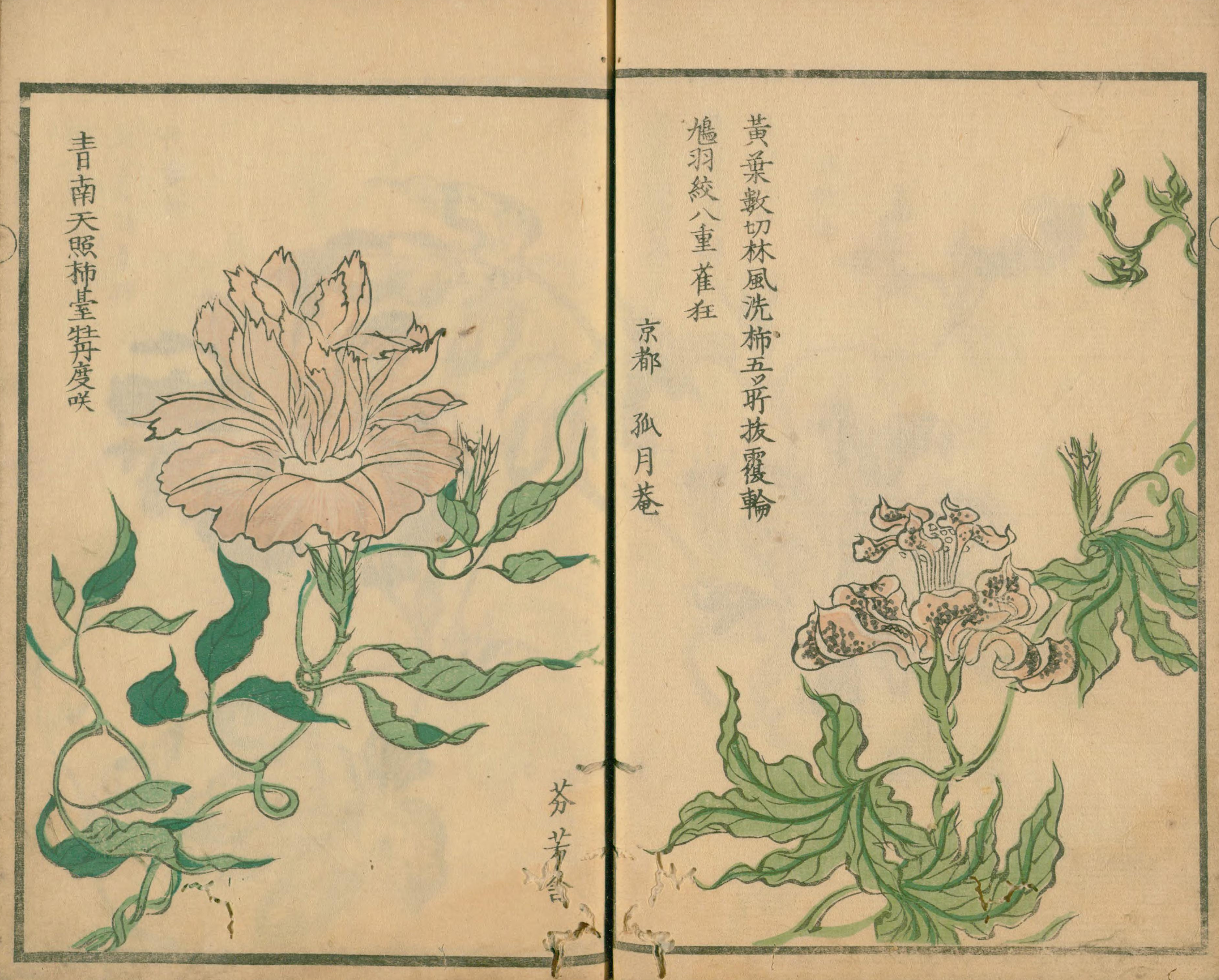
『三都一朝』収載
柿色の朝顔2種

明治22年（1889年）に書かれた杉田逢川野夫による『成田屋のこと』と題する見聞記がほぼ唯一の同時代の文献である。この項ではこの文献を中心に解説していく。

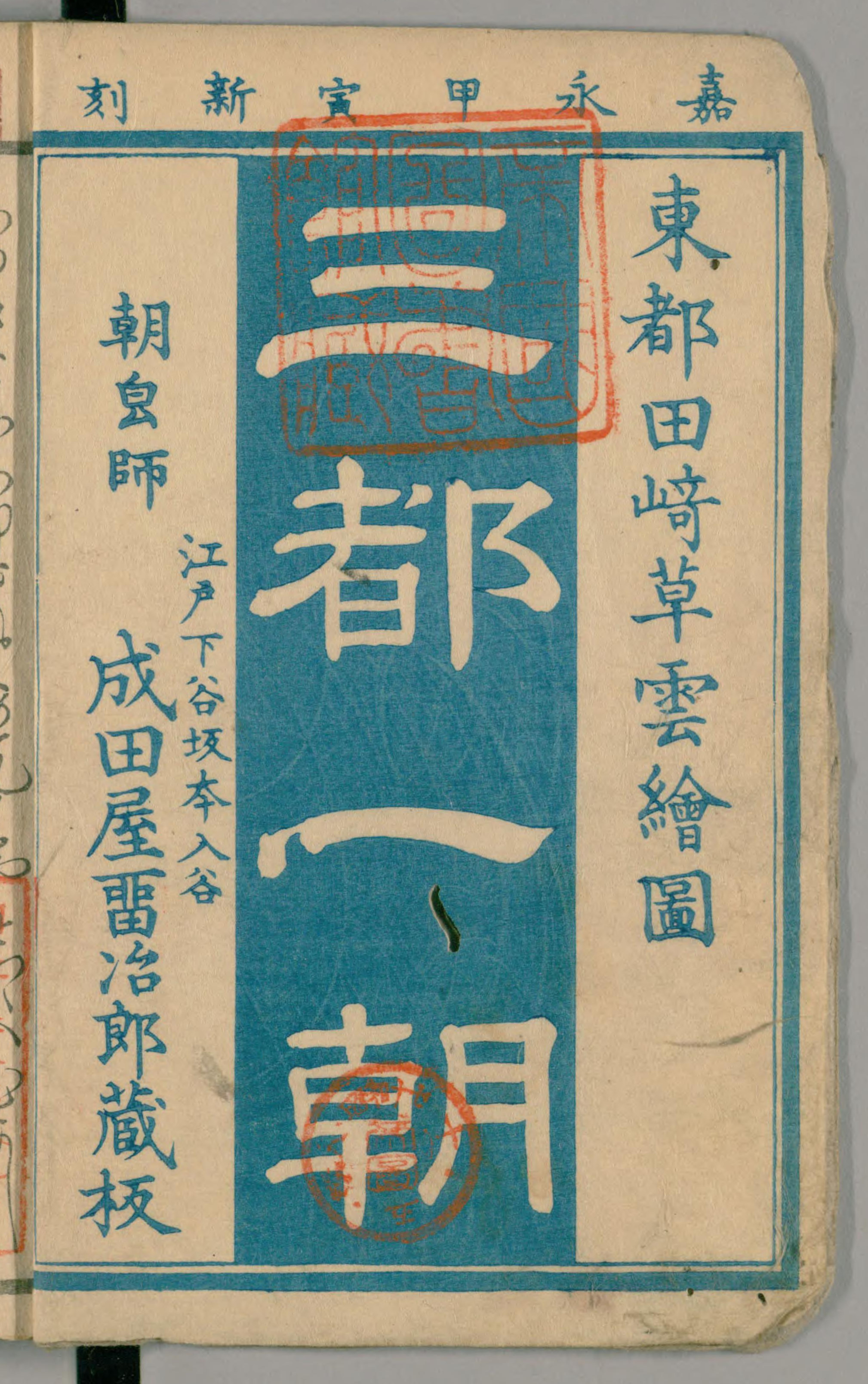
『三都一朝』嘉永7年（1854年）7月刊行

成田屋留次郎の本名は山崎留次郎と言い、成田屋は屋号である。入谷で弘化期から明治時代まで植木屋を営んでいた。留次郎は文化8年（1811年）浅草の造園家の次男として生まれた。弘化4年（1847年）、37歳で入谷に別に一家を構え、朝顔栽培を始めた。留次郎は丸新の主人とともに入谷での朝顔栽培の始祖であった。
留次郎の名が初めて現れるのは嘉永2年（1849年）榧寺で花友追悼のために行われた「朝花園追善朝顔華合（ちょうかえんついぜんあさがおはなあわせ）」の番付である。植木屋留次郎と三五郎が世話人となっている。嘉永4年（1851年）7月10日、亀戸天神で開かれた花合わせ、翌日に開かれた小村井の江藤梅宅で開かれた小規模な花合わせでも世話人を務めている。江藤梅宅で開かれた花合わせでは、後に活躍する横山萬花園（横山茶來）らの仲間も加わった。安政3年（1856年）7月18日には、留次郎が催主で坂本入谷の蓬深亭で花合わせがあり、鍋島杏葉館（鍋島直孝）、大坂から山内穐叢園が出品した。江戸期最後の「朝顔花合」の番付は文久3年（1863年）6月27日のもので、成田屋が催主、英信寺で開催され、植木屋30名、そのうち20名が入谷の植木屋であった。
留次郎は自らを「朝顔師」と名乗り朝顔図譜『三都一朝（さんといっちょう）』、『両地秋（りょうちしゅう）』、『都鄙秋興（とひしゅうきょう）』を刊行している。『三都一朝』は嘉永7年（1854年）7月に刊行された。上巻の品類32図、中巻34図、下巻34図、計100図が収められている。「三都」とは江戸・大坂・京都を指している。絵図を描いた田崎草雲は谷文晁らに師事した南画家である。なぜ田崎草雲が描いたかを、若い頃留次郎に会った事があるという岡不崩が以下のように記している。「成田屋は將基が好きで、草雲は好敵手であつた。留次郎が奥の小座敷に、變り物の珍品を陳列して、將基盤を前にして、見物人をながめて『お前さん達に此の朝顏はかるものか、といつた風に控えてゐたものである。草雲とは至つて心安なので、將基の敵手であると共に、朝顏は留次郎の門下であつたらしい、なか〱朝顏は悉しかつたそうである。將基で一ツ花を持たして『草雲先生どをです、此葉にこの花を咲しては、此花は面白いから此枝に咲して下さい、といつた銚子〔ママ〕もあつたらしい。出來上つた三都一朝は、卽ちそをいつた樣な點も伺はれるやうである。」『両地秋』は安政2年（1855年）の刊行、「両地」とは江戸・大坂を指す。『都鄙秋興』は安政4年（1857年）刊行、「都鄙」とは「都（みやこ）」と「鄙（いなか）」、江戸と近郊都市を指す。題名の変遷で分かるように変化朝顔の流行は大都市から周辺都市に広がっていた。幸良弼選、野村文紹画。三書とも選者は幸良弼である、幸良弼とは南町奉行の跡部能登守である。『緑の都市文化としての入谷朝顔市』によれば、『都鄙秋興』は『三都一朝』の図を再利用したり、同じ図でも培養家の名を改めていることが多いとしている。岡はこの三書を刊行した留次郎の功績について以下のように述べている。「彼の著書に就いては、今日ではいろ〱と論議すべき點も多くあるとはいへど、維新後一時中絶した斯界を再興する時代にありては、是等の著書を標準とし硏究栽培したものであつた、つまりお手本として、又珍奇の出物の目標として、遂に今日のやうな珍品や、理想花を得るに至つたので、その點は大いに預つて功ありといつべきである。」
『成田屋のこと』には入谷で朝顔栽培を始めた頃の以下のようなエピソードが記されている。当時、朝顔栽培者が多くなっていたが大坂あたりのような奇品はなく、普通の品種ばかりであった。同好の者たちがこれを嘆き、各々から集金して大坂に行き良種を得ようと計画した。留次郎はこれを了承し、翌年有志より金を集め大坂に向かった。しかしどこに良種があるか分からず、留次郎は奔走してある培養家を見つけ、1種につき種子を2粒ずつ、70 - 80種を50両で購入し、集金した者に頒布した。しかし皆普通の品種であったので、一同は失望し留次郎は面目がないので再び大坂に行き、あまねく培養者を探した。そしてある家ですこぶる佳品が多いのを認め、その家の種をことごとく買い取ろうとしたが、60両という大金を示された。交渉の末30両で買い取る事でまとまり、良品か否かの差別なくその家の種をことごとく持ち帰り、それを集金した者に頒布した。それがこの地の名人が名を博し朝顔愛好者の増える始まりとなった。持ち帰った種子からは7、8割は各種の奇品が出た。それから毎年季節を見計らい大坂に行き、そこで自分の品種と交換をし、奇品を出すことに熱が入る事8年に至った。そして今（明治22年当時）に至り各地方より尋ね来たり、もしくは手紙で買入れをする人が絶えなくなったという。
変化朝顔の流行は明治維新の混乱によって途絶えた。明治以降の入谷では変化朝顔はほとんど作られず、普通の丸咲きの朝顔が主流となった。明治12 - 13年（1879 - 1889年）頃から入谷は再び朝顔の名所となり、その当時留次郎が専売していた自らの屋号「成田屋」を名に冠した朝顔が最も名高かった。「成田屋」は当時劇壇の明星であった九代目市川團十郎の三升の紋が柿色に染め出されている事により「団十郎」と呼ばれるようになった。この「団十郎」は変化朝顔ではなく、普通の丸咲きであった。入谷では変化朝顔の栽培はほとんどおこなわれなくなっていたが、留次郎だけは変化朝顔の栽培を継続していた。『成田屋のこと』には以下のような記述がある（口語訳して引用する）。「その後維新に際して世と共に変遷し絶えて愛玩する者も無くなる運命となったが、漸次また復古して年々愛玩する者も増したとはいえ、往年とは大いに趣味を異にし、薩摩性と称する大輪が流行している。これは皆普通の丸咲きである。同時に本年（明治22年）はいくらか変化朝顔の愛好者が現れ、鑑賞または買い取る者が集まってきた。これは近来まれに見る事であり、留次郎は私（著者）にこう告げた『今年はこれまで絶えたとされていたものも発生した。しかしこれを見る者は少ないと思っていたが、図らずも近頃にない見物人が出た。だから草木は無性のようだがそうではない。既に人の気勢を感じているのではないだろうか。』と語った。儒者風に言えば『昔、宗の邵雍がホトトギスの声を聞いて、『禽鳥飛類は氣の先を得る者なり（飛鳥の類は、地気の動きを真っ先に予知する物だ）』と嘆息した』（とでもなろうか）。唐人と日本人、鳥と花、末世と文明の世においての違いはあるが、等しくこれ天人感応の理とでもいうべきだろうか。」
留次郎は明治24年（1891年）に81歳で死去した。没後2、3年は「成田屋」の屋号で朝顔の陳列がされていたが、いつしか廃業して行方も分からなくなった。

##### 入谷の朝顔
入谷の朝顔の源流は文化の大火後、空き地が広がっていた下谷御徒町辺りに植木屋が進出し、「朝顔屋敷」と称して種々の変化朝顔を見物させた事とされる。『江戸遊覧花暦』には
という記述がある。これは前述した文化文政期の流行期と重なる。岡の『入谷の朝顔』に引用されている爲永春水の年中行事 朝顏屋敷には、
これは天保6年（1835年）の記録であるが、その頃には朝顔屋敷などと称して見物人が群集していたという流行は廃れていた。
再び朝顔が流行するのは嘉永・安政期（1848 - 1860年）である。朝顔作りの中心は下谷から入谷に移っていった。その頃の入谷は入谷田圃と称した田園地帯であった。博物学者の伊藤圭介が編纂した資料集『植物図説雑纂 第180巻』に、入谷の植木屋であった「丸新」主人への取材記事の新聞切り抜きが収載されている（『毎日新聞』明治29年（1896年）6月24日、25日の記事）。
この記事の50年前は弘化3年（1846年）となるが、成田屋留次郎の見聞記にも成田屋が「弘化四年に入谷に別戸を開き以て牽牛花を培ふ」と言う記述があり時期が一致する。この頃から成田屋や丸新は入谷で朝顔栽培を行っていた。『風俗画報』第45号には以下のような記述がある。

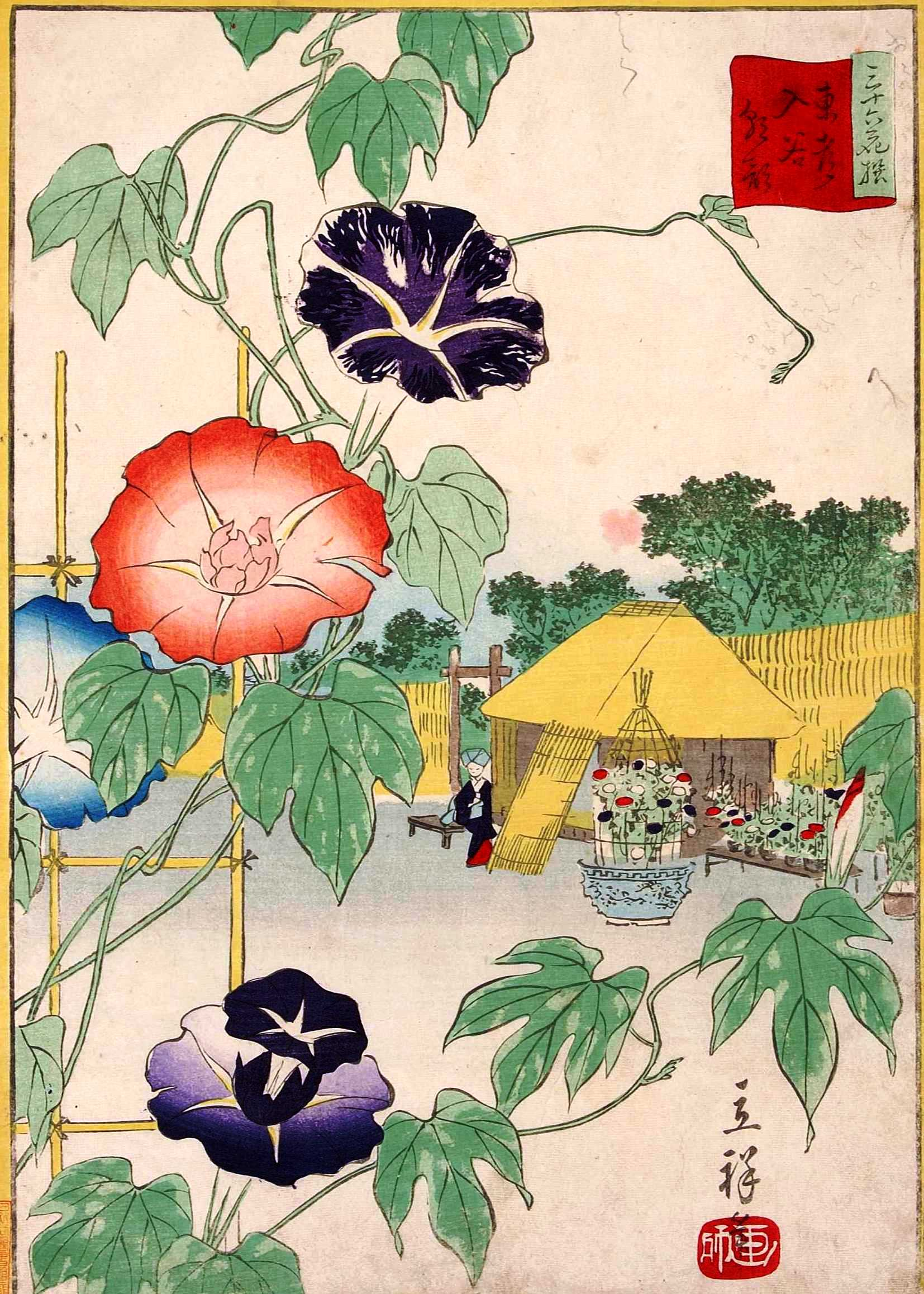
喜斎立祥画　三十六花撰 東都入谷朝顔

入谷の土はすべての草花の栽培に適しており、丸新主人は成田屋留次郎と共に朝顔栽培に力を尽くし、それに倣って他の植木屋も栽培を行うようになって入谷は朝顔の一大名所となったとしている。当時の顧客は大名旗本が多く名種奇品は一鉢15、6両で売れるものもあった。その頃の入谷の朝顔を描いた錦絵に喜斎立祥が描いた『三十六花撰 東都入谷朝顔』がある。
その後明治維新の混乱により朝顔栽培を含め園芸全般が衰退した。その頃の入谷の朝顔について藻紋字が以下のように記している。

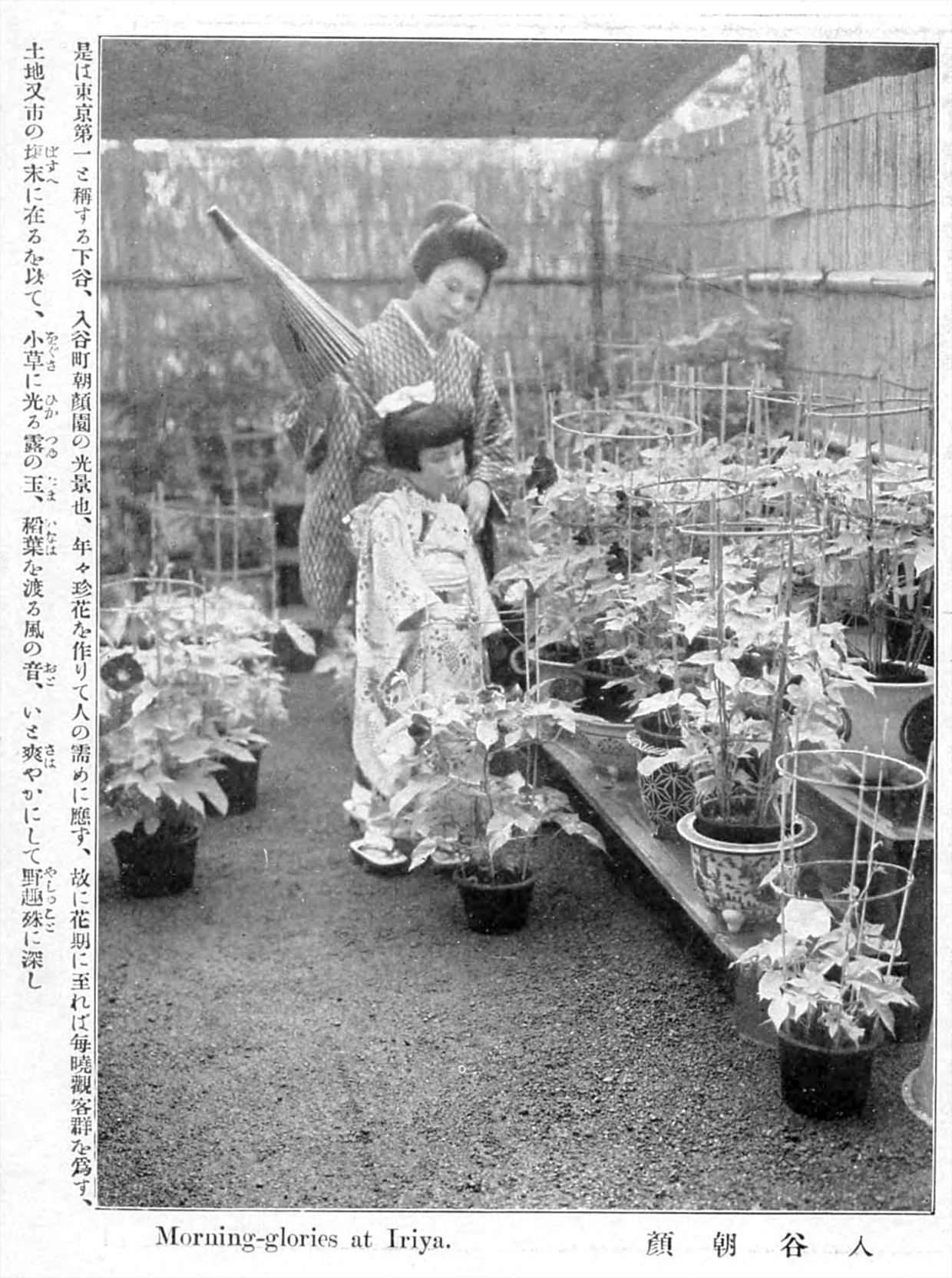
入谷の朝顔（明治時代）

明治2年（1869年）頃から、某寺院の住職が一度廃れかかってしまった朝顔栽培を試み、見物者が群がった、それが盛んだったのは明治7 - 9年（1874 - 1876年）ごろであった。入谷の植木屋たちは朝顔を入谷の名物として都の人々に眺めさせようと議論がまとまり、初めて縦覧させたのは明治10年（1877年）の事であり、明治15 - 17年（1882 - 1884年）頃には朝顔の名物として定着したとしている。他にも明治期の入谷の朝顔について、#文献に現れる団十郎朝顔でも引用した入谷の重鎮であった横山茶來の息子、横山五郎が語った思い出話を岩本熊吉が書き留めたものがある。
明治期の入谷の朝顔に関する確認できる最古の記述は『讀賣新聞』明治11年（1878年）8月2日の広告である。
明治13年（1880年）の広告には「植忠」「成田屋」「入又」「丸新」「いり十」「新田屋」「植長」の名が見える。岩本の記述にあるようにその後一時見物人が減り明治17年（1884年）の広告では「丸新」「横山」「成田屋」の三戸だけになっている。再び見物人が増えるきっかけになった黄色い朝顔の記事が明治17年（1884年）7月22日の『讀賣新聞』に掲載されている。明治期における入谷の朝顔の全盛期は『下谷繁昌記』では明治24年（1891年） - 明治25年（1892年）としている。岩本は明治30年（1897年）から日清戦争（明治37年、1904年 - 明治38年、1905年）頃であるとする。明治36年（1903年）には植木屋11軒で大中の鉢が2万鉢あまり、小鉢は3万鉢を販売した。いずれにせよ全盛期は往来止めをするような混雑ぶりであった。末期には旗や幟を立てお祭りのようであり、団子坂の菊人形をまねて朝顔人形を作るなど興業化していった。
入谷の朝顔は、一般に朝顔の栽培が広まった事、ダリアなど西洋の草花が広まった事で、短期間の朝顔ぐらいでは都市化によって騰貴した地代、多数の奉公人や配達人の費用もあり採算が取れなくなっていった。植木屋は日暮里、池之端等に移っていき、大正2年（1913年）「植松」が廃業した事で入谷の朝顔は途絶えた。
民俗学者の長沢利明は「明治～大正期の入谷が、朝顔見物でにぎわったのは確かなことであったが、今見るような『市』の形態をなして朝顔が売られるようになったのは、実質的には第二次大戦後のことである」と述べている。明治時代の入谷の朝顔は植木屋ごとに個別に展示されていた。開催期間は2019年時点の入谷朝顔市のように3日間という短い物では無く、7月の盂蘭盆の頃から8月の下旬までの約50日間という長期間開園していた。客は未明からやってきて各植木屋の庭を廻って鑑賞した。欲しい品があれば自ら持ち帰るか、もしくは植木屋に配達させる事も出来た。最初は観覧無料だったが、明治31年（1898年）より、混雑防止を目的として規模の大きい植木屋は木戸銭を徴収するようになった。
朝顔人形は明治23年（1890年）の新聞記事から確認できる。これは無料ではなく入場料を取っていた。団子坂の名物であった菊人形をまね、初代市川左團次、九代目市川團十郎、五代目尾上菊五郎など歌舞伎役者の人形を展示していた。團十郎であれば『鏡山』の岩藤、『勧進帳』の弁慶、『鞘当』の伴左衛門、などを展示していた。

### 大正から戦前
入谷の朝顔は消滅し団十郎朝顔も途絶えたが、渡辺は大正から昭和にかけての朝顔書や会報に「団十郎」という花名が散見されると述べている。
2020年時点で、「団十郎」の名で販売される朝顔は蝉葉の大輪朝顔である事が多い。明治時代に一世を風靡した入谷の団十郎朝顔と、2020年現在販売されている蝉葉の大輪朝顔の「団十郎」は全く系統が異なる物である。蝉葉の大輪朝顔は明治末から大正期に掛けて朝顔愛好家によって作出され、昭和戦前期に人気となり発展した。蝉葉の大輪朝顔には大きく分けて青葉（通常の色の葉）と黄葉（葉緑素が少なく黄緑色の葉）の2つの系統がありそれぞれ青斑入蝉葉（略称：アフセ）と黄蝉葉（キセ）、黄斑入蝉葉（キフセ）と呼ばれる。青葉と黄葉の大輪朝顔はそれぞれ由来が異なる。次項からは大輪朝顔と朝顔会の歴史を含めて解説して行く。

#### 蝉葉出現以前の大輪朝顔の歴史
入谷の朝顔のように一般大衆が楽しむ朝顔の文化とは別に、朝顔愛好家が愛好会を結成し変化朝顔の花芸や大輪朝顔の花径の大きさを競い合う文化も存在した。大阪では明治17年（1884年）に浪速牽牛社、京都では明治19年（1886年）に半日会、東京では明治26年（1893年）に穠久会（じょうきゅうかい）、名古屋では明治30年（1897年）に名古屋朝顔会の前身である月曜会、熊本では明治32年（1899年）に涼花会が結成された（他にも各地域に朝顔会が結成された）。半日会と涼花会は当初から大輪朝顔が専門であったが、他は変化朝顔が主で大輪朝顔は従だった。大正時代に逆転し大輪朝顔専門の会が多くなった。大輪朝顔の基本変異は洲浜遺伝子である。洲浜遺伝子は曜（維管束のある部分）を増加させる働きがある。大輪朝顔の起源は江戸期に遡ると考えられ、文化14年(1817年)刊行のあさかほ叢には「日傘（ヒガラカサ）」や「葵葉菊咲」など曜が増えている品種の記述がある。しかし確実に州浜といえるものはない。嘉永7年(1854年)刊の朝顔三十六花撰には「掬水洲濱葉照千種花笠フクリン数切獅子牡丹度咲」と洲浜の文字が見える。アサガオ研究者の仁田坂英二は「これは獅子(feathered)であり、獅子の弱い対立遺伝子の持つ獅子葉は洲浜葉によく似ているため本当の洲浜突然変異ではない」と述べている。洲浜の最古の確実な記録とされるのは成田屋留次郎が安政2年（1855年）に刊行した「両地秋」に記載されている鍋島直孝（号は杏葉館）の「黄洲濱葉紅カケ鳩筒ワレクルイシン一筋丁子咲芯」である。狂い咲きとして取り上げられているが、大阪朝顔会発起人で全国朝顔会理事でもあった中村長次郎はアサガオ研究者の今井喜孝にこの図を見せ「『まぎれもない洲浜』と認定された」としている。仁田坂は「この時期に存在した洲浜系統が九州の大名に渡りその後も栽培されていたと考えている」と述べている。江戸時代の大輪は常葉から選抜された物であったので大輪とは言っても4寸2、3分(12．7 - 13cm)であり、明治中期に至っても依然として4寸台が主流であった。

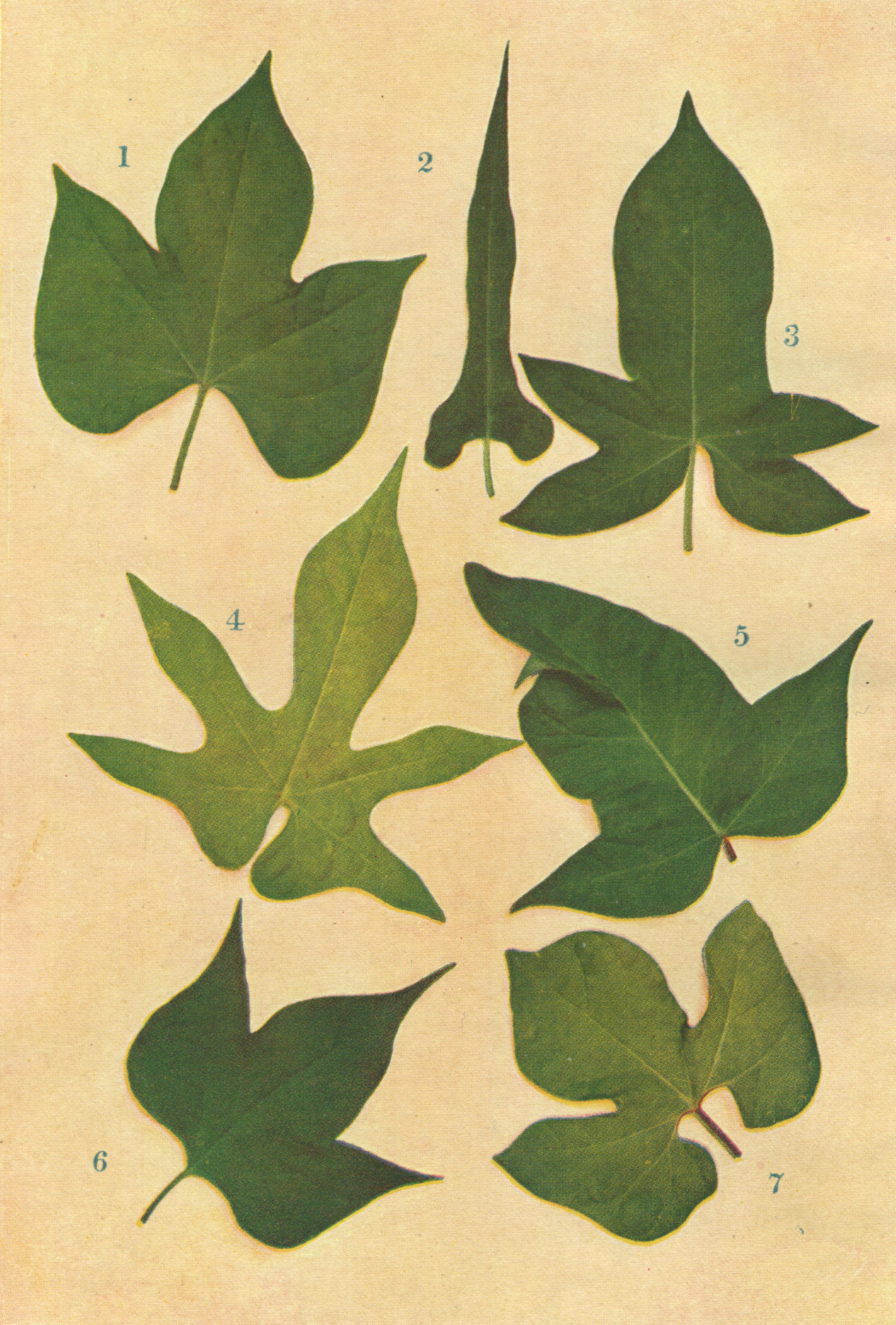
様々な葉の変異
1.は並葉（常葉）で野生型の葉、3.は蜻蛉葉（鍬形葉）、7.は洲浜葉（千鳥葉）、図の洲浜葉は黄葉の変異も併せ持っており、1.や3.より色が薄く黄緑色を呈する

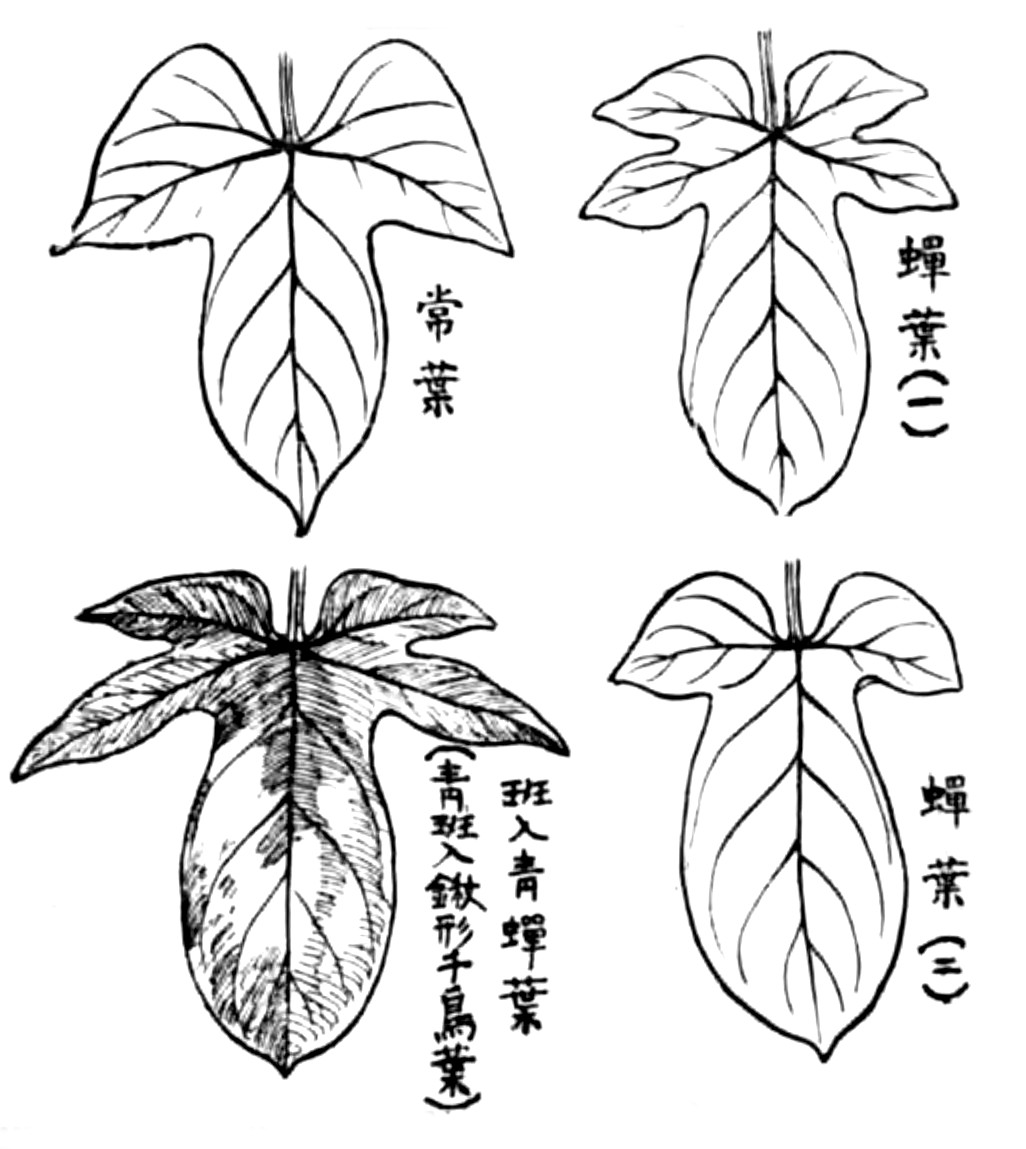
常葉（並葉）と蝉葉
常葉は野生型の葉、蝉葉は洲浜葉（千鳥葉）と蜻蛉葉（鍬形葉）が組み合わされた変異、戦前は鍬形千鳥葉とも呼ばれた

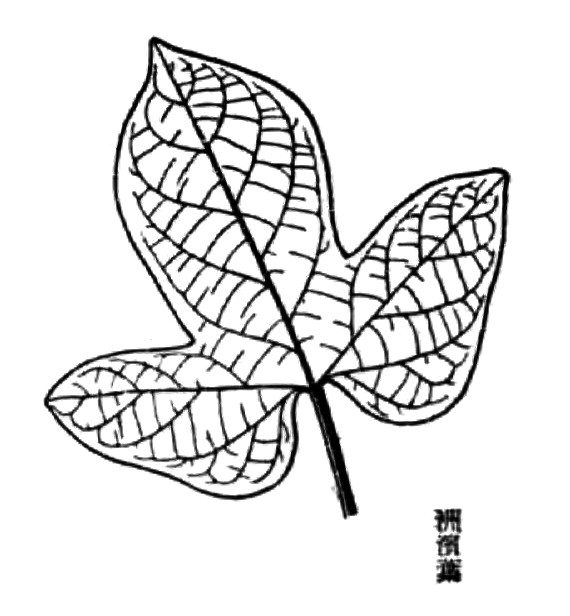
洲浜葉（千鳥葉）
大輪朝顔の基本となる変異

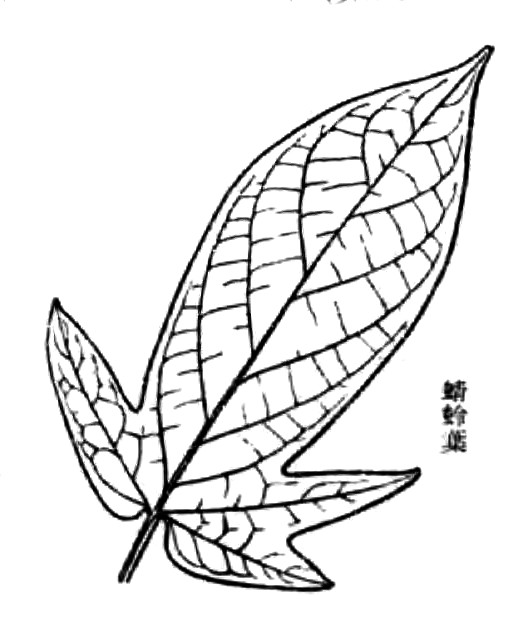
蜻蛉葉（鍬形葉）
常葉（並葉）の品種よりやや大輪となる

#### 青斑入蝉葉種の由来
浪速牽牛社を結成した吉田宗兵衛（本名惣兵衛）（号は秋草園）は明治19年（1886年）に旧筑前黒田侯の所望で種子16品を献上した返礼として、黒田家秘蔵の種子10種を拝領した。この中に「間黄洲浜葉柿覆輪四寸三分咲」の品種があり、そこから明治19年（1886年）に「村雲」と命名された「黄洲浜葉黒鳩覆輪四寸八分咲」、また「老獅子」と思われる「黄洲浜葉大和柿覆輪四寸五分咲」が生まれ、さらに翌年の明治20年（1887年）に「村雲」から「常暗」と命名された「黄千鳥葉黒鳩無地五寸咲」、「老松」と命名された「黄千鳥葉唐桑無地」が出現した。当時の5寸（15ｃｍ）咲は未曾有の巨大輪で、当初秘蔵種とされたが、明治26年（1893年）やむなく他へ譲渡され「常暗筋」と称され流行した。明治28年（1895年）頃浪速牽牛社に入社、のち大正11年（1922年）に大阪大輪朝顔会を組織し会長になった花井善吉（大蕣園）が常暗筋の老獅子から「紫宸殿（青斑入千鳥葉紫天鵞絨無地）」（6寸2分、18.8cm）（明治38年、1905年）をはじめとする一連の品種を作出した。仁田坂は「浪速蕣英会雑誌等を見ると、明治末～大正にかけて既に蝉葉の品種はあったが、千鳥葉（洲浜葉）の紫宸殿の方が花径は大きかったようである。」と述べている。蝉葉は洲浜葉（千鳥葉）と蜻蛉葉（鍬形葉）が掛け合わされた物であるが、鍬形葉の品種でも洲浜に次ぐサイズのものがあった。花井善吉に弟子入りし大輪朝顔の栽培法を会得した塩飽嘉右衛門（嘉蕣園）は大正8年（1919年）自然変化で生まれた「御所桜（青斑入蝉葉桜色無地）」が当時最大輪の6寸7分(20.3cm)に咲き、その子孫を多数栽培し、自然変出から多くの品種を作り出した。この系統は千鳥葉に比べ花切れが少なく巨大輪に咲いたので、関西だけでなく関東でも広く栽培されるようになり。2020年現在栽培されている青斑入蝉葉種の元祖だとされる。

#### 黄蝉葉種の由来
青斑入蝉葉種は花径の大きさを競い、主に行灯作りで育てる物であるが、黄蝉葉、黄斑入蝉葉種の品種は花径の大きさよりも色彩や模様の優美さを主眼とし、主に蔓を伸ばさない切り込み作りに用いられる。
黄蝉葉種は名古屋が発祥である。明治30年（1897年）に名古屋で月曜会が組織された。明治35年（1902年）名古屋朝顔会と改称された。この会は当時村瀬亮吉、浅井信太郎、宮島吉太郎の3氏が中心となって運営していた。この3氏は熊本の涼花会にも入会しており、村瀬亮吉が涼花会から入手した当時「九州熊本産六曜平咲洲浜葉系縞物」と呼ばれた肥後朝顔（肥後朝顔の由来については次項で述べる）と、並性の最大輪種であった「西施の誉（黄鍬形葉薄紅無地）」を交配し明治40年(1907年)に黄蝉葉群青乱立縞筒白を選出した。これが黄蝉葉種の原種である。また宮島吉太郎が明治39年(1906年)に自然変化で得た純白花の「銀世界」ももう一つの原種である。他にも明治39年(1906年)陳列会出品花には、黄鍬形千鳥葉紅柿無地や錆柿無地の品種が記載され、中村は「無地花の原種は『銀世界』一品だけではなかったようである」と述べている。宮島吉太郎は無地物、村瀬亮吉は絞り物作出に力を注ぎ、これらの原種の間で交配が行い、各種の鮮明色彩の無地、覆輪、縞の品種が作られ、明治45年（1912年）に黄蝉葉種の大輪朝顔は完成を見た。明治時代には開放的で200人以上いた名古屋朝顔会は大正時代には10数名（もしくは8名）となり、種子を門外不出とした。大正の中頃、名古屋朝顔会会員で愛知県の技師であった川人兵次郎は京都半日会の創立者広瀬広三郎（一笑園）と菊の同好者として交流していたが、広瀬の秘蔵する菊の実生新花を切望し、門外不出であった名古屋朝顔会の秘蔵種子と交換を条件としたところ承諾した。このため名古屋から京都に流出した。川人は名古屋朝顔会を除名されることとなった。一笑園ではこれに「名古屋種」と名付けて、一種5円という高値で売り出され、全国に広まっていった。黄蝉葉「団十郎」の親品種である「花王」もその時売り出された。

#### 肥後朝顔の由来
黄蝉葉種の澄んだ色彩、縞柄、筒白抜けという長所はすべて肥後朝顔から取り入れられた。肥後朝顔は洲浜変異を持つ一連の品種群である。仁田坂は「起源は恐らく大輪朝顔と同じで、江戸後期に出現した洲浜系統が九州に渡り、熊本で栽培されていたものに由来すると考えられる。」と述べている。。中村は熊本藩第6代藩主細川重賢が宝暦年間（1751年 - 1764年）の創始と伝えられるが、品種が洗練されている点、他の地の発達史から考えて到底信じられないとしている。明和2年（1765年）の「草木うつし」には朝顔6品が写生されているが洲浜はなく全部常葉である。米田は「細川家の家老であった八代市の肥後松井家を訪れ、文化文政期以降に作成されたと思われる朝顔絵巻を調べたことがあるが、多数の変化朝顔の中に洲浜葉を持つ多曜性の花は、残念ながら見つからなかった。」と述べている。村山によれば、代々松代城主であった松井家に伝わった、文化文政期に書かれたとされる「朝顔生写図鑑」に写生された渦川という品種は、青地白斑入洲浜葉の紅色花で肥後朝顔の一品種「司紅」によく似ているとされる。仁田坂は「大輪品種の元になった洲浜品種も黒田（福岡）に由来するように、幕末から明治にかけて九州では洲浜は比較的広まっていたのかもしれない」と述べている。明治32年（1899年）涼花会が結成され、明治35年（1902年）には名古屋朝顔会から多数の入会を見た。これが後に名古屋での黄蝉葉種の誕生につながった。昭和15年には会員180名にも及んだ。第二次大戦後はようやく命脈を保っていたが、昭和28年（1953年）6月の風水害により栽培品の大半が流出し絶滅の危機を迎えた。しかし徳永据子の栽培品15種が残り、絶滅の危機を免れた。昭和35年(1960年)には天皇皇后の天覧に供された。それを長崎で日本遺伝学会に出席中の国立遺伝学研究所の竹中要が新聞報道で知り熊本に立ち寄り、徳永の栽培場を調査、肥後朝顔の生存を中央の朝顔界に報告した。昭和36年（1961年）涼花会は復活し、現在（2020年）まで明治以来の品種と栽培法を守り伝えている。

#### 戦前（昭和期）の大輪朝顔と団十郎朝顔
戦前の昭和期は、大輪朝顔の黄金期であった。全国各地に朝顔会がさらに増え、雑誌『実際園芸』や『農業世界』が増刊号を発行し、その影響で朝顔栽培者が年々増加していった。昭和2年（1927年）の『大輪朝顔栽培秘法』には「花王」の名が見える。黄蝉葉の「団十郎」は花王系の変化で、戦前吉田柳吉が選出、京都半日会の伊藤穣士郎が保存したとされるが、戦前の書籍には黄蝉葉の「団十郎」の名が見えない。昭和12年（1937年）発行の雑誌『農業世界』には黄蝉葉の品種「暫」の名前が見える。極めて濃い茶色で「花王」と「古代錦」の交配種から変化したものとしている。「花王」は前にも述べたように「名古屋種」と呼ばれた黄蝉葉桜色深覆輪の品種、「古代錦」は黄蝉葉薄柿花傘覆輪の品種である。この「暫」が後の「団十郎」であったとするならば、黄蝉葉の「団十郎」の記述としては今のところ最も古い物となる。昭和18年（1943年）頃からは戦争の拡大で朝顔の栽培が許されない世相になり、各地の朝顔会は消息を絶っていった。

### 戦後の歴史
戦後、東京の内藤愛次郎は21cmの巨大輪「天津」（桃色無地）を選出し大輪朝顔復興のきっかけになった。京都半日会の伊藤穣士郎は戦前の多数の品種、特に黄蝉葉種を保存していた。中村によればこの中に黄蝉葉の団十郎も含まれてるとされる。名古屋朝顔会が昭和24年（1949年）、東京朝顔研究会が昭和26年（1951年）がいち早く再興され、その後各地の朝顔会が次々と復活していった。戦後長年にわたる泰平に恵まれて大輪朝顔は発展を遂げた。全国の朝顔会も戦前をしのぐ発展を遂げ、新たに発会する地方も多かった。東京朝顔研究会は1970年代には1000人弱に及ぶ会員数を誇った。2020年現在はそのようなブームは落ち着いているが、東京朝顔研究会をはじめ各地の朝顔会が活動中であり、黄蝉葉「団十郎」も栽培されている。

#### 戦後の文献に現れる黄蝉葉「団十郎」
#戦前（昭和期）の大輪朝顔と団十郎朝顔で述べたように戦前に「黄蝉葉栗皮茶丸咲大輪」の団十郎朝顔が存在した記録は今のところ確認できない。戦後の記録で現在確認できる一番古いものは昭和36年（1961年）発行の中村長次郎の著書『アサガオ 作り方と咲かせ方』内の品種紹介である。「濃栗皮茶筒白。花王系の変化、戦前吉田柳吉氏選出、伊藤氏が保存。現存茶色中最優色の特異な存在であるがやや小輪。三四年半日会で芝原氏の優勝花。」と紹介されている。昭和52年（1977年）の『ガーデンシリーズ アサガオ 作り方と楽しみ方』では、「濃茶無地 日輪抜け 古くから有名な品種。渋みのかかった濃茶厚弁、花切れ少なく、草姿はまとまり作りやすい。つぼみ付きも良好で数咲き・切込みのどちらにも適し、種子付きもよい。花径は約一六cm。」と解説されている。平成18年（2006年）の『色分け花図鑑 朝顔』では「キセ 濃茶無地 日輪抜け 戦前、吉田柳吉氏が『花王』から分離選出したものを伊藤穣士郎が保存維持して伝えたといわれている。江戸時代に二代目市川団十郎が『暫（しばらく）』の衣裳に柿色の素襖（すおう）を用いて一躍人気を博し、この色が団十郎茶として流行した。朝顔でも古くから茶色無地や茶覆輪花を『団十郎』と命名してきたらしい。（以下略）」と解説されている。平成24年（2012年）の『朝顔百科』では「黄蝉葉 濃茶無地 日輪抜け。戦前、吉田柳吉が『花王』から分離したものから選出したものを伊藤穣士郎が保存維持して伝えたといわれている。朝顔の「団十郎」の名は古く、江戸時代から茶色無地や茶覆輪花を『団十郎』と命名した事もあったらしい。一般には一番名の知れた朝顔だろう（以下略）」と解説されている。
以上のように（中村 1961）の記述を元に（米田 2006）の解説が、またさらにそれを参考に（芦澤 2012）の解説が書かれている。米田や芦澤の解説で追加された「二代目市川団十郎が『暫（しばらく）』の衣裳に柿色の素襖（すおう）を用いて一躍人気を博し、この色が団十郎茶として流行した」「江戸時代から茶色無地や茶覆輪花を『団十郎』と命名した事もあったらしい」と言う記述は、黄蝉葉「団十郎」の解説として引用され、正統であるという根拠とされるが、これらの記述は正しくない（根拠は#一般に流布する通説についてで解説する）。

#### 戦後の入谷朝顔市と団十郎朝顔

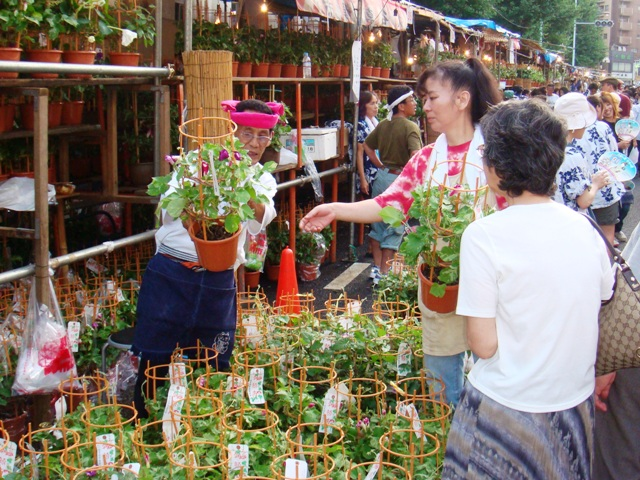
入谷朝顔まつり（2008年）

東京名物であった入谷の朝顔が朝顔市という形で復活したのは昭和23年（1948年）であった。地域発展への期待、また敗戦で打ちひしがれた都民の心を癒やしたいという思いも合わせて企画された。当初は3会場で分散開催され、7月中のほぼ1箇月開催されていた。また明治期のように朝顔人形の展示も行われた。当初は人出も少ないさびしい市だったが、関係者の熱意で続けられた。3会場での分散開催では盛り上がりに欠けるとの反省から、会場が統一され真源寺境内に一本化された。その頃から台東区や下谷観光連盟の後援を受けて盛況化していった。1960年代には朝顔の売り上げが3万鉢に達するほどの盛況を見せ、真源寺の境内には収まりきれず裏手の路地にまではみ出していった。この頃には朝顔市の開催期間が7月6日から7月8日の3日間に限定されるようになっていた。その後1970年代から言問通りの方に朝顔屋を振り分けていき、昭和50年（1975年）に言問通りの拡幅が行われ余裕を持って出店が出来るようになったため、真源寺境内や裏手から言問通りに並ぶ形になっていき、ますます盛大に行われるようになった。

戦後の入谷朝顔市でいつ頃から「団十郎」が販売されていたかは不明であるが、確認できる最も古い記録は昭和48年（1973年）の読売新聞の記事で、入谷朝顔市での団十郎朝顔の言及がある。昭和53年（1978年）の朝日新聞には団十郎朝顔が人気と伝える記事がある。入谷朝顔市で販売されている団十郎朝顔の特徴を、平成2年（1990年）の読売新聞では「セピア色に白いふちどり」と報じている。青斑入蝉葉で茶色の覆輪花である事はいくつかのウェブサイトで確認できる。

### 2000年代以降
国立歴史民俗博物館で平成11年（1999年）より始まった「伝統の朝顔」展や1990年代後半に開設されたアサガオ研究者仁田坂英二の「アサガオホームページ」でアサガオの専門的な情報、また黄蝉葉「団十郎」が紹介されるようになった。
#戦後の文献に現れる黄蝉葉「団十郎」、#戦後の入谷朝顔市と団十郎朝顔で述べたように戦後の団十郎朝顔には大きく分けて、愛好家が栽培していた黄蝉葉無地花の「団十郎」と、入谷朝顔市で販売されていた青蝉葉覆輪花の「団十郎」の2つの系統があった。後者はいつ頃からかは不明であるが、「偽物」や「団十郎もどき」と呼ばれるようになっていった。
公益財団法人東京都農林水産振興財団東京都農林総合研究センター 江戸川分場では、黄蝉葉「団十郎」を正統「団十郎」とし平成19年（2007年）に国立歴史民俗博物館より3鉢入手し、翌年特質のある形質（花色、葉色）の継続性と交雑の有無を確認、それを増殖し平成22年（2010年）に入谷朝顔市で試験販売を行った。以降入谷朝顔市では黄蝉葉「団十郎」も販売されている。平成25年（2013年）にはスポーツ祭東京2013の都民運動のひとつとして花いっぱい運動が展開され、「東京ならではの花」として黄蝉葉「団十郎」を位置づけ、栽培を推奨した。東京都農林総合研究センターの情報を元にWikipediaに「団十郎朝顔」の項目が作られ、またWikipediaや東京都農林総合研究センター、自治体、個人ブログなどの情報を典拠にしたまとめサイトも作成された。

## 一般に流布する通説について
以上述べてきたように、柿色（もしくは茶色）の朝顔に「団十郎」と名付けられたのは明治時代以降であり、入谷で一世を風靡した。明治時代から現在（2020年）まで「団十郎」は特定の品種ではなく柿色の朝顔は広く「団十郎」と名付けられて来た。明治時代一世を風靡した「団十郎」は入谷の朝顔の衰退と消滅により廃れた。現在「正統」とされる黄蝉葉「団十郎」は名古屋発祥の黄蝉葉種に由来し、黄蝉葉「団十郎」がいつどこで作出された物かは不明であるが、その起源はどんなに古くとも大正時代以前には遡らない。戦時中は京都の朝顔愛好家によって維持され、戦後愛好家によって栽培が続けられてきた。また戦後始められた入谷朝顔市でも1970年代から「団十郎」が販売されて来た。
団十郎朝顔については様々な通説がある。「二代目市川團十郎が、歌舞伎十八番の内「暫」で用いた衣装の色が海老茶色であったことにちなんでつけられた」、「江戸の昔から栽培が盛んに行われていたが、種子の確保が難しく幻の朝顔と言われるようになった」、「巷では茶色の朝顔を「団十郎」と呼んでいるが、本来は「団十郎」は特定の品種を指している」等である。そのどれもが正しいとは言えない。

### 二代目市川團十郎が名の由来という通説について
「二代目市川團十郎が、歌舞伎十八番の内「暫」で用いた衣装の色が海老茶色であったことにちなんでつけられた」と言う通説の典拠は米田による「江戸時代に二代目市川団十郎が『暫（しばらく）』の衣裳に柿色の素襖（すおう）を用いて一躍人気を博し、この色が団十郎茶として流行した。」という記述である。これは団十郎朝顔の研究として先行する渡辺の記述「名優市川団十郎の名にちなんだ花名である。『暫』の狂言に柿色の素袍を用いたが、団十郎の人気に乗じ、この色が流行したといわれている」という記述を引用して肉付けしたものである。しかし「団十郎茶」という色の由来として二代目市川團十郎を挙げる文献は無い。単に市川家の狂言に用いる色、市川家代々が狂言に用いた色、もしくは五代目市川團十郎に由来するとする文献が多い。二代目市川團十郎は「暫」での初代市川團十郎以来の野郎頭に鎌髭の赤塗り、小具足、小手、素足に脛当、大太刀に三升の角鍔、荢縄の鉢巻という扮装を改め、角鬘に力紙、柿色の素袍、大太刀、筋隈の扮装を考案した。しかしそれをもって世間一般で「団十郎茶」が流行した。とする記述をする文献は存在しない。また五代目市川團十郎の人気で団十郎茶が流行したという一次資料も確認できない。八代目市川團十郎と同時代に生きた大槻如電は、「団十郎茶」について以下のように記述している。
八代目市川團十郎の人気に乗じて「海老茶」が流行し、これを「団十郎茶」とも呼んだとしている。これらはあくまで「団十郎茶」という「色」が流行したという事を示しているにすぎず、通説ではこれを「団十郎茶」の「朝顔」が流行したと誤って解釈している。二代目市川團十郎の活躍した時代は文化文政期第一次朝顔ブーム以前であり、単純な変化朝顔が出始めた時代である。柿色の朝顔も当時の文献には現れない。海老茶または団十郎茶が流行したという八代目市川團十郎の活躍した弘化から嘉永に掛けて「団十郎」という朝顔があったと記述する文献も無い。#明治時代の団十郎朝顔の特徴で述べたように、明治時代の団十郎朝顔を扱った文献では九代目市川團十郎に由来するとする。
また、団十郎朝顔の色として「海老茶色」と表現する文献は東京都農林総合研究センターの記述以前には無く、柿色のほか茶・焦茶・柿茶・栗皮茶と呼ばれていた。明治期の団十郎朝顔の花色の表現としては「柿色」と表現していることが多い。「暫」で用いる素袍の色は江戸時代から柿色と表現されており、団十郎朝顔に関する通説以外で「暫」で用いる素袍の色を「海老茶色」と記述することは無い。
黄蝉葉「団十郎」の色は、東京都農林総合研究センターの記述以前は濃茶もしくは濃栗皮茶と表現されている。

### 江戸時代から団十郎が栽培されてきたという通説について
「江戸時代から団十郎が栽培されてきた」とする通説は、前項で述べた色名としての「団十郎茶」の流行を「団十郎朝顔」の流行と混同したこと、また芦澤による「江戸時代から茶色無地や茶覆輪花を『団十郎』と命名した事もあったらしい」という記述が元である。芦澤の記述も先行する渡辺の「花色は、茶・焦茶・柿茶・栗皮茶など茶系統なら、青葉でも黄葉でもよく、無地でも覆輪でも『団十郎』と呼んでいた。」という記述が元になっている。これが米田により引用され、「朝顔でも古くから茶色無地や茶覆輪花を『団十郎』と命名してきたらしい。」という記述になり、「江戸時代から茶色無地や茶覆輪花を『団十郎』と命名した事もあったらしい」となっていった。芦澤が「古くから」という記述を「江戸時代から」にした理由は不明であり、また「らしい」というあいまいな記述になっており根拠に乏しい。江戸時代の図譜には「団十郎」と名付けられた朝顔は確認できない。団十郎茶の流行した弘化から嘉永にかけては第二次朝顔ブームと重なるが、この時代は変化朝顔が主流であり、その特徴を表現する為に葉や花の特徴を並べて記述する（例えば黄蝉葉の「団十郎」ならば「黄蝉葉栗皮茶丸咲大輪」と表現する）命名法が確立し利用されていて、特定品種に「団十郎」のような命名をする事がほとんど無い。また、黄蝉葉「団十郎」の起源はどんなに古くとも大正以前には遡れない。黄蝉葉「団十郎」の親品種である「花王」が広まるのは大正以降であるからである。黄蝉葉種は名古屋で生まれ、京都に流出し全国に広まった。黄蝉葉「団十郎」は京都で戦時中保存維持されてきた。黄蝉葉「団十郎」は明治時代の入谷の団十郎朝顔とは無関係である。

#### 朝顔愛好家による黄蝉葉「団十郎」の歴史認識
東京朝顔研究会副会長であった須田新次は、『世界大百科事典（1988年版）』の「アサガオ」の記事内で団十郎朝顔について以下のように述べている。
これは愛好家が栽培している黄蝉葉「団十郎」について述べた物であるが、誤りが多い。嘉永・安政年間に活躍していたのは八代目市川團十郎であり、九代目市川團十郎が團十郎を襲名したのは明治7年（1874年）である。これまで述べてきたように、「団十郎」という朝顔が誕生するのは明治時代に入ってからである。また、蝉葉の大輪朝顔が誕生するのは明治末期以降であり、黄蝉葉の「団十郎」が生まれるのはさらに下って大正時代以降である。前者と後者の朝顔に茶系統の花色で名前が同じという以外の関連性は無い。このように1980年代末には、朝顔愛好家の間でも「団十郎」の歴史認識に混乱があり、蝉葉の大輪朝顔の歴史自体の認識も失われていた。

### 種子の確保が容易ではないことから、生産量が激減し戦後途絶えたという通説について
これは東京都農林総合研究センター『農総研だより第17号』の「かつて、栽培が盛んであった『団十郎』は、種子の確保が難しく生産量が激減していました。そのため、“幻の朝顔”とも言われ、類似品種が『団十郎』として販売されていることもありました。」という記述が元である。これは黄蝉葉「団十郎」の事を指しているが、「かつて」というのがいつの時代か、どこで生産されていたものが激減したのかこの記述からは読み取れない。東京都農林総合研究センターの田旗裕也は『趣味の園芸』誌上で「昭和の入谷朝顔まつりでは、茶色花のことを一般に‘団十郎’と称しましたが」と述べている事から、「かつて」とは戦後の入谷朝顔市が始まった昭和23年（1948年）以前のことを指すという事が分かる。#歴史の項目で述べたように、戦前入谷の朝顔が全盛であったのは明治時代であり、そこで一世を風靡した団十郎朝顔は黄蝉葉種の「団十郎」ではない。明治時代の団十郎朝顔は大正以降に廃れてしまったが、これは種子の確保が難しかったからではなく、九代目市川團十郎の死と入谷の朝顔の衰退によるものである。黄蝉葉種が生まれ愛好家の人気を得ていた大正末期から昭和戦前期に栽培が盛んであったと解釈も出来るが、それを裏付ける証拠は今のところ無い。
「種子の確保が難しく生産量が激減した」、「幻の朝顔」と呼ばれたとの記述がある文献は『農総研だより第17号』以外に無く、それ以前の文献では「茶色中最優色の特異な存在」「古くから有名な品種」という表現があるが、「生産量が激減した」「戦後途絶えた」「幻の朝顔」などという表現は見られない。「種子付きもよい」とされ、「種子の確保が難しい」という記述もない。
黄蝉葉「団十郎」は「夜間の温度が25℃を超える熱帯夜が続くとタネがつきにくく、タネの確保が難しい」との主張がある。アサガオは一般的に盛夏（7月下旬から8月下旬）に咲いた花は高温のため結実しにくく、盛夏の時期より早く咲くか、もしくは秋以降に咲いた花がよく結実する。また、大輪朝顔はすべて洲浜遺伝子を持つが、洲浜は一般的に稔性が低い（結実性が低い）。一般的なアサガオの性質として盛夏には種子が付きにくく、大輪朝顔はすべて稔性が低い。黄蝉葉「団十郎」が他のアサガオとは違う特別な性質を持っているわけではない。
これまで述べてきたように黄蝉葉「団十郎」は朝顔愛好家用の品種であり、戦前から戦後にかけて商業的に栽培されたと記録している文献は確認できない。広く一般に販売されるのは東京都農林総合研究センターが黄蝉葉「団十郎」を正統として種を供給し始めた2010年代以降のことである。また「戦後途絶えた」とするのも誤りである。途絶えてしまったのなら黄蝉葉「団十郎」は戦後作られたものとなるはずであり、戦前から作られてきたという主張と矛盾する。 
以上の「二代目市川團十郎が名の由来」、「江戸時代から団十郎が栽培されてきた」、「種子の確保が容易ではないことから、生産量が激減し戦後途絶えた」という通説の作られた過程をまとめると以下のようになる（太字は引用時に付け加えられた要素）。
| 中村 1961                       | 濃栗皮茶筒白。花王系の変化、戦前吉田柳吉氏選出、伊藤氏が保存。現存茶色中最優色の特異な存在であるがやや小輪。三四年半日会で芝原氏の優勝花。 |
| 渡辺 1996                       | 当時、入谷で名の知られた「団十郎」（成田屋ともいう）柿色丸咲きの花は、名優市川団十郎の名にちなんだ花名である。『暫』の狂言に柿色の素袍を用いたが、団十郎の人気に乗じ、この色が流行したといわれている。(中略）花色は、茶・焦茶・柿茶・栗皮茶など茶系統なら、青葉でも黄葉でもよく、無地でも覆輪でも『団十郎』と呼んでいた。               |
| 米田 2006                       | キセ 濃茶無地 日輪抜け 戦前、吉田柳吉氏が『花王』から分離選出したものを伊藤穣士郎が保存維持して伝えたといわれている。江戸時代に二代目市川団十郎が『暫（しばらく）』の衣裳に柿色の素襖（すおう）を用いて一躍人気を博し、この色が団十郎茶として流行した。朝顔でも古くから茶色無地や茶覆輪花を『団十郎』と命名してきたらしい。             |
| 東京都農林総合研究センター 2011 | かつて、栽培が盛んであった『団十郎』は、種子の確保が難しく生産量が激減していました。そのため、“幻の朝顔”とも言われ、類似品種が『団十郎』として販売されていることもありました。（中略）葉色が淡く花は大輪で花色がえび茶色といった珍しい花色が特徴です。                                                                                  |
| 芦澤 2012                       | 黄蝉葉 濃茶無地 日輪抜け。戦前、吉田柳吉が『花王』から分離したものから選出したものを伊藤穣士郎が保存維持して伝えたといわれている。朝顔の「団十郎」の名は古く、江戸時代から茶色無地や茶覆輪花を『団十郎』と命名した事もあったらしい。 |
| あきる野市 2012                 | 「団十郎」は海老茶色の花と黄緑色の葉が特徴です。「団十郎」の名は2代目市川團十郎（成田屋）が演目「暫（しばらく）」で用いた装束の色（海老茶色）にちなんでつけられたもので、江戸時代には「団十郎茶」色として一世を風靡しました。江戸の昔から栽培が盛んに行われていましたが、種子の確保が難しく幻の朝顔と言われるようになりました           |
| 国分寺市 2013                   | 「団十郎」とは、えび茶色の大きな花と黄緑色の葉が特徴の朝顔です。「団十郎」の名は、二代目市川團十郎（屋号成田屋）が演目「暫」で用いた装束の色（えび茶色）にちなんでつけられたもので、江戸時代には「団十郎茶」色として一世を風靡しました。 ところが、種子の確保が難しく生産量が激減し、戦後途絶えてしまい「幻の朝顔」と言われていました。 |

（中村 1961）は黄蝉葉の団十郎という特定の1品種に関する記述、（渡辺 1996）は「団十郎」と呼ばれた朝顔全般に関する記述である。これが混同されて引用され、また引用の度に根拠不明の記述が付け加えられてきた。「江戸時代に二代目市川団十郎が『暫』の衣裳に柿色の素襖を用いて一躍人気を博し、この色が団十郎茶として流行した。」との記述が江戸時代から「団十郎」と呼ばれた朝顔が存在したと誤解され、またさらに2010年代以降の解説では（中村 1961）の「花王系の変化、戦前吉田柳吉氏選出、伊藤氏が保存。」という情報が欠落し、黄蝉葉「団十郎」が江戸時代からの品種という誤解に発展していった。
これまで述べてきたように江戸時代の朝顔図譜に「団十郎」の名は無いし、蝉葉の朝顔は明治時代末期以降に作られた物である。また黄蝉葉「団十郎」の親品種である「花王」が広まるのは大正以降であるため、それ以前に存在することはあり得ない。

### 「団十郎」が特定の品種と指しているという通説について
渡辺は団十郎朝顔について判明していることとして、
1. 花色は、茶・焦茶・柿茶・栗皮茶など茶系統なら、青葉でも黄葉でもよく、無地でも覆輪でも『団十郎』と呼んでいた。
2. 葉形も、常葉・千鳥葉・須浜葉・恵比寿葉であろうと、また、今日の蟬葉でも、花色が似ているなら、葉形に関係なく「団十郎」と命名してもとくに問題はなかった。
3. 入谷の朝顔市でいう「団十郎」は、1. 2.と考えてよい。時代により、葉形は多少変わってきたが、花色を重視していた。
4. 同一種でも、朝顔会や種苗会社により異なる花名をそれぞれ付けている場合がある。
5. この「団十郎」という名花は、当時、成田屋留次郎が売り出していた花であったことが、朝顔研究家の岡不崩の書いた記録に残っている。

と五つ挙げている。5.は#団十郎朝顔の誕生で引用した「明治昭代の牽牛子」という記事である。
黄蝉葉・斑なしの葉で濃茶色の無地の日輪抜けの特徴を持つ黄蝉葉「団十郎」（黄蝉葉栗皮茶丸咲大輪）の品種のみが本物で、その他の団十郎と呼ばれる品種、特に覆輪の品種は「偽物」「団十郎もどき」であるという通説がある。
渡辺の記述や#歴史の項で述べてきたように「団十郎」という名前は歴史上多くの朝顔に付けられてきたもので、正統な品種が一つだけあるわけではない。黄蝉葉「団十郎」が正統とされる根拠、「二代目團十郎に由来する」「江戸時代に一世を風靡した」はこれまで述べてきたように誤りである。
#明治時代の団十郎朝顔の特徴で述べたように、明治時代の団十郎朝顔は覆輪であったとする文献が多い。団十郎と呼ばれる朝顔が生まれた明治時代の品種がオリジナルとすれば、覆輪であることが「団十郎」の特徴の一つということになるが、2021年現在栽培される覆輪の「団十郎」を「偽物」とし、無地の黄蝉葉「団十郎」を「本物」とするのはこの点からすると矛盾する。また、黄蝉葉・斑なしの葉で濃茶色の無地の日輪抜けが「団十郎」の特徴ではない。「団十郎」と呼ばれる朝顔に共通するのは、茶系統の花を咲かせるという一点のみである。
園芸業者が流通名として自由に「団十郎朝顔」の名をつけるのが不当だという主張もある。しかし明治時代の「団十郎」も「成田屋」という品種が「団十郎」と呼ばれるようになった物であり、黄蝉葉「団十郎」もかつて「暫」と名付けられていた可能性がある。これまで述べてきたように、まとめサイト等で流布される黄蝉葉「団十郎」が江戸時代に生まれ受け継がれてきた品種という説は、蝉葉の大輪朝顔が作出されるのが明治末期から大正時代にかけてである点からして事実ではなく、「団十郎」と呼ばれる朝顔自体が江戸時代の図譜には見当たらない。よって黄蝉葉「団十郎」が江戸時代から伝わる伝統の朝顔ゆえに正統であり、他の「団十郎」と呼ばれる朝顔は「偽物」という説には根拠がない。歴史上花色が茶系統ならどのような朝顔でも「団十郎」と命名して特に問題は無かった。種苗法に基づく登録品種ではないため、「団十郎」という名称を利用することに法的な問題があるわけでもない。自由に朝顔に「団十郎」の名を付ける事が不当であるという歴史的、法的根拠は無い。
渡辺は「現在でも、入谷朝顔市に行くと、『団十郎』という花に人気があるが、売り子は、ただ茶色の花なら『団十郎』といっているにすぎない。」と述べているが、これは先に挙げた渡辺自身の記述と矛盾している。田旗も「団十郎茶のアサガオを、広く‘団十郎’と呼んだと考えられます」と述べているが「茶色花のことを一般に‘団十郎’と称しましたが、近年は江戸川の生産者を中心に、一部の店先で正確な‘団十郎’を生産販売する動きがあります。」と矛盾した見解を述べている。以上のように専門家の間でも団十郎朝顔の議論には矛盾があり、茶系統の朝顔を広く「団十郎」と称していたとしながらも、一方では正統「団十郎」が存在し、それ以外の茶色花の朝顔に「団十郎」と命名するのは不当という見解を示しているが、その根拠を示していない。

### その他の通説について
まとめサイトなどでは、「暫」で用いられる衣装を「法被」と表現する事がある。「暫」で用いられる衣装は「素袍（素襖）」であり「法被」ではない。「法被」は能で用いられる衣装で袷法被は源氏などの武将や鬼畜類の扮装として用い、単法被は平家の公達の鎧姿として用いられる。歌舞伎の連獅子では法被が用いられるが、明治以後のことであり、江戸時代には当時式楽であった能の衣装を用いることは許されないことであった。江戸時代に「暫」の衣装を「素袍」と表現して記録としているものは、#二代目市川團十郎が名の由来という通説についてに引用した『三升屋二三治戯場書留』のほか、以下に引用する『柳多留』『川柳評万句合』内の川柳がある。
- ぬつて居るすわうしばらく人たかり[243]
- 柿の素袍に中受のしぶつ面[243]

また2021年現在印半天と同様の意味で使われ、祭りなどで着用する法被でもない。この場合の法被は火事羽織を前身とし、明暦3年（1657年）の振袖火事に浅野家300から500石位の武士たちが柿色木綿羽織に大紋をつけて出場したのを起源とする。印半天は法被を模した物で、文化頃に生じ、江戸では文化頃から法被が廃れ印半天が盛んになった。法被は印半天より上格であり武家下僕、鳶、町家雑用人などが着用した。印半天は町人、鳶、諸工、小商人も用いた。法被は襟紐があり襟をそらして着ていた、半天は襟をそらさない。明治になって法被は滅び印半天が盛んとなったが、両者は混同され法被の名が残った。この意味で暫の衣装を「法被」と表現する事は団十郎朝顔に関する通説以外には見いだせない。
以上のように主にネット上で流布する通説は、黄蝉葉「団十郎」という特定の1品種、歴史的に「団十郎」と呼ばれた朝顔の歴史を混同しており、また、文献の引用の誤り、誤読、文献に無い事象の付け加えにより黄蝉葉「団十郎」が江戸時代からの品種という説が生まれ、さらにアサガオの生理的性質の理解不足などが重なり、事実とは異なる記述になっている。